# Tour de Colombie 2019
Le Tour de Colombie 2019 a lieu du 16 au 30 juin 2019. La Vuelta a Colombia Casanare Bicentenario Coldeportes 2019 (nom officiel) n'est pas inscrite au calendrier de l'UCI America Tour 2019.
La 69e édition est remportée par Fabio Duarte.

## Présentation

### Équipes participantes
Quinze formations prennent part à la compétition. Une seizième, l'équipe Primero Villa de Leyva - Sora n'est pas autorisée à disputer l'épreuve par la fédération cycliste nationale, pour non-respect d'une circulaire enjoignant aux équipes de permettre la localisation de leurs coureurs.
| Dossards | Équipe                                   |
| -------- | ---------------------------------------- |
| 1-10     | Team Medellín                            |
| 11-20    | EPM - Scott                              |
| 21-30    | Coldeportes - Zenú - Área Metropolitana  |
| 31-40    | Orgullo Paisa                            |
| 41-50    | GW Shimano - Chaoyang - Envía - PX       |
| 51-60    | Coldeportes - Strongman - 4WD Rent a Car |
| 61-70    | Boyacá es Para Vivirla                   |
| 71-80    | Super Giros - Alcadía de Manizales       |

| Dossards | Équipe                            |
| -------- | --------------------------------- |
| 81-88    | EBSA Empresa de Energía de Boyacá |
| 91-100   | Sundark Arawak                    |
| 101-110  | Fuerzas Armadas                   |
| 111-120  | Mixto 1                           |
| 121-130  | Fundación Depormundo              |
| 131-136  | Liciclismo Huila                  |
| 141-146  | Team Saitel                       |

## Les étapes
| Étape     | Date    | Villes étapes                   | type                        | Distance (km) | Vainqueur d'étape | Leader du classement général |
| --------- | ------- | ------------------------------- | --------------------------- | ------------- | ----------------- | ---------------------------- |
| Prologue  | 16 juin | Yopal – Yopal                   | contre-la-montre individuel | 7,1           | Óscar Sevilla     | Óscar Sevilla                |
| 1re étape | 17 juin | Pore – Aguazul                  | étape de plaine             | 144,3         | William Muñoz     | Óscar Sevilla                |
| 2e étape  | 18 juin | Paipa – Socorro                 | étape vallonnée             | 203,1         | Róbigzon Oyola    | Róbigzon Oyola               |
| 3e étape  | 19 juin | San Gil – Bucaramanga           | étape de moyenne montagne   | 107,8         | Cristhian Montoya | Róbigzon Oyola               |
| 4e étape  | 20 juin | Bucaramanga – Barrancabermeja   | étape vallonnée             | 121,8         | Weimar Roldán     | Róbigzon Oyola               |
| 5e étape  | 21 juin | Barrancabermeja – Puerto Boyacá | étape de plaine             | 221,1         | Carlos Alzate     | Róbigzon Oyola               |
| 6e étape  | 22 juin | Puerto Boyacá – Rionegro        | étape de montagne           | 178,5         | Omar Mendoza      | José Tito Hernández          |
| 7e étape  | 23 juin | Medellín – Medellín             | étape de plaine             | 100           | Weimar Roldán     | José Tito Hernández          |
| 8e étape  | 25 juin | Manizales – Manizales           | étape de plaine             | 106           | Bryan Gómez       | José Tito Hernández          |
| 9e étape  | 26 juin | Cartago – Alto de La Línea      | étape de montagne           | 137           | Heiner Parra      | Heiner Parra                 |
| 10e étape | 27 juin | Ibagué – Albán                  | étape de montagne           | 210,7         | Óscar Sevilla     | Fabio Duarte                 |
| 11e étape | 28 juin | Tocancipá – Sáchica             | étape vallonnée             | 149,5         | Óscar Quiroz      | Fabio Duarte                 |
| 12e étape | 29 juin | Villa de Leyva – Socha          | étape de moyenne montagne   | 157,3         | Brandon Rivera    | Fabio Duarte                 |
| 13e étape | 30 juin | pont de Boyacá – Tunja          | contre-la-montre individuel | 22            | Brayan Sánchez    | Fabio Duarte                 |

## Récit de la course

### 16 juin: prologue
Óscar Sevilla justifie son statut de favori en remportant le prologue.
| \| Classement de l'étape \| Classement de l'étape \| Classement de l'étape \| Classement de l'étape \| Classement de l'étape \| \| Coureur \| Coureur \| Pays \| Équipe \| Temps \| \| --------------------- \| --------------------- \| --------------------- \| --------------------- \| --------------------- \| \| 1er \| Óscar Sevilla \| Espagne \| Medellín \| 8 min 27 s \| \| 2e \| Brayan Sánchez \| Colombie \| Orgullo Paisa \| + 8 s \| \| 3e \| Carlos Ramírez \| Colombie \| EPM \| + 10 s \| \| 4e \| Miguel Ángel Reyes \| Colombie \| EPM \| + 11 s \| \| 5e \| Fabio Duarte \| Colombie \| Medellín \| + 12 s \| \| 6e \| Bryan Gómez \| Colombie \| Manzana Postobón \| + 13 s \| \| 7e \| Juan Pablo Suárez \| Colombie \| GW Shimano \| + 13 s \| \| 8e \| José Tito Hernández \| Colombie \| Orgullo Paisa \| + 14 s \| \| 9e \| Walter Vargas \| Colombie \| Medellín \| + 14 s \| \| 10e \| Róbigzon Oyola \| Colombie \| Medellín \| + 15 s \| |                     |          |                  |            |
| |                     |          |                  |            |
| |                     |          |                  |            |
| Classement de l'étape |                     |          |                  |            |
| Coureur | Coureur             | Pays     | Équipe           | Temps      |
| 1er | Óscar Sevilla       | Espagne  | Medellín         | 8 min 27 s |
| 2e | Brayan Sánchez      | Colombie | Orgullo Paisa    | + 8 s      |
| 3e | Carlos Ramírez      | Colombie | EPM              | + 10 s     |
| 4e | Miguel Ángel Reyes  | Colombie | EPM              | + 11 s     |
| 5e | Fabio Duarte        | Colombie | Medellín         | + 12 s     |
| 6e | Bryan Gómez         | Colombie | Manzana Postobón | + 13 s     |
| 7e | Juan Pablo Suárez   | Colombie | GW Shimano       | + 13 s     |
| 8e | José Tito Hernández | Colombie | Orgullo Paisa    | + 14 s     |
| 9e | Walter Vargas       | Colombie | Medellín         | + 14 s     |
| 10e | Róbigzon Oyola      | Colombie | Medellín         | + 15 s     |

| Classement de l'étape | Classement de l'étape | Classement de l'étape | Classement de l'étape | Classement de l'étape |
| Coureur               | Coureur               | Pays                  | Équipe                | Temps                 |
| --------------------- | --------------------- | --------------------- | --------------------- | --------------------- |
| 1er                   | Óscar Sevilla         | Espagne               | Medellín              | 8 min 27 s            |
| 2e                    | Brayan Sánchez        | Colombie              | Orgullo Paisa         | + 8 s                 |
| 3e                    | Carlos Ramírez        | Colombie              | EPM                   | + 10 s                |
| 4e                    | Miguel Ángel Reyes    | Colombie              | EPM                   | + 11 s                |
| 5e                    | Fabio Duarte          | Colombie              | Medellín              | + 12 s                |
| 6e                    | Bryan Gómez           | Colombie              | Manzana Postobón      | + 13 s                |
| 7e                    | Juan Pablo Suárez     | Colombie              | GW Shimano            | + 13 s                |
| 8e                    | José Tito Hernández   | Colombie              | Orgullo Paisa         | + 14 s                |
| 9e                    | Walter Vargas         | Colombie              | Medellín              | + 14 s                |
| 10e                   | Róbigzon Oyola        | Colombie              | Medellín              | + 15 s                |

| \| Classement général \| Classement général \| Classement général \| Classement général \| Classement général \| \| Coureur \| Coureur \| Pays \| Équipe \| Temps \| \| ------------------ \| ------------------- \| ------------------ \| ------------------ \| ------------------ \| \| 1er \| Óscar Sevilla \| Espagne \| Medellín \| 8 min 27 s \| \| 2e \| Brayan Sánchez \| Colombie \| Orgullo Paisa \| + 8 s \| \| 3e \| Carlos Ramírez \| Colombie \| EPM \| + 10 s \| \| 4e \| Miguel Ángel Reyes \| Colombie \| EPM \| + 11 s \| \| 5e \| Fabio Duarte \| Colombie \| Medellín \| + 12 s \| \| 6e \| Bryan Gómez \| Colombie \| Manzana Postobón \| + 13 s \| \| 7e \| Juan Pablo Suárez \| Colombie \| GW Shimano \| + 13 s \| \| 8e \| José Tito Hernández \| Colombie \| Orgullo Paisa \| + 14 s \| \| 9e \| Walter Vargas \| Colombie \| Medellín \| + 14 s \| \| 10e \| Róbigzon Oyola \| Colombie \| Medellín \| + 15 s \| |                     |          |                  |            |
| |                     |          |                  |            |
| |                     |          |                  |            |
| Classement général |                     |          |                  |            |
| Coureur | Coureur             | Pays     | Équipe           | Temps      |
| 1er | Óscar Sevilla       | Espagne  | Medellín         | 8 min 27 s |
| 2e | Brayan Sánchez      | Colombie | Orgullo Paisa    | + 8 s      |
| 3e | Carlos Ramírez      | Colombie | EPM              | + 10 s     |
| 4e | Miguel Ángel Reyes  | Colombie | EPM              | + 11 s     |
| 5e | Fabio Duarte        | Colombie | Medellín         | + 12 s     |
| 6e | Bryan Gómez         | Colombie | Manzana Postobón | + 13 s     |
| 7e | Juan Pablo Suárez   | Colombie | GW Shimano       | + 13 s     |
| 8e | José Tito Hernández | Colombie | Orgullo Paisa    | + 14 s     |
| 9e | Walter Vargas       | Colombie | Medellín         | + 14 s     |
| 10e | Róbigzon Oyola      | Colombie | Medellín         | + 15 s     |

| Classement général | Classement général  | Classement général | Classement général | Classement général |
| Coureur            | Coureur             | Pays               | Équipe             | Temps              |
| ------------------ | ------------------- | ------------------ | ------------------ | ------------------ |
| 1er                | Óscar Sevilla       | Espagne            | Medellín           | 8 min 27 s         |
| 2e                 | Brayan Sánchez      | Colombie           | Orgullo Paisa      | + 8 s              |
| 3e                 | Carlos Ramírez      | Colombie           | EPM                | + 10 s             |
| 4e                 | Miguel Ángel Reyes  | Colombie           | EPM                | + 11 s             |
| 5e                 | Fabio Duarte        | Colombie           | Medellín           | + 12 s             |
| 6e                 | Bryan Gómez         | Colombie           | Manzana Postobón   | + 13 s             |
| 7e                 | Juan Pablo Suárez   | Colombie           | GW Shimano         | + 13 s             |
| 8e                 | José Tito Hernández | Colombie           | Orgullo Paisa      | + 14 s             |
| 9e                 | Walter Vargas       | Colombie           | Medellín           | + 14 s             |
| 10e                | Róbigzon Oyola      | Colombie           | Medellín           | + 15 s             |

### 17 juin:1reétape
William Muñoz s'impose au sprint tandis qu'Óscar Sevilla conserve le maillot de leader.
| \| Classement de l'étape \| Classement de l'étape \| Classement de l'étape \| Classement de l'étape \| Classement de l'étape \| \| Coureur \| Coureur \| Pays \| Équipe \| Temps \| \| --------------------- \| --------------------- \| --------------------- \| ---------------------------------- \| --------------------- \| \| 1er \| William Muñoz \| Colombie \| Coldeportes Bicicletas Strongman \| 3 h 19 min 02 s \| \| 2e \| Bryan Gómez \| Colombie \| Manzana Postobón \| + 0 s \| \| 3e \| Weimar Roldán \| Colombie \| Medellín \| + 0 s \| \| 4e \| Jairo Salas \| Colombie \| EPM \| + 0 s \| \| 5e \| Steven Cuesta \| Colombie \| Néctar-Gobernación de Cundinamarca \| + 0 s \| \| 6e \| Julián Molano \| Colombie \| Coldeportes-Zenú \| + 0 s \| \| 7e \| Álvaro Duarte \| Colombie \| Néctar-Gobernación de Cundinamarca \| + 0 s \| \| 8e \| Rafael Montiel \| Colombie \| Orgullo Paisa \| + 0 s \| \| 9e \| Steven Gonzalez Girón \| Colombie \| Liciclismo Huila \| + 0 s \| \| 10e \| Brayan Sánchez \| Colombie \| Orgullo Paisa \| + 0 s \| |                       |          |                                    |                 |
| |                       |          |                                    |                 |
| |                       |          |                                    |                 |
| Classement de l'étape |                       |          |                                    |                 |
| Coureur | Coureur               | Pays     | Équipe                             | Temps           |
| 1er | William Muñoz         | Colombie | Coldeportes Bicicletas Strongman   | 3 h 19 min 02 s |
| 2e | Bryan Gómez           | Colombie | Manzana Postobón                   | + 0 s           |
| 3e | Weimar Roldán         | Colombie | Medellín                           | + 0 s           |
| 4e | Jairo Salas           | Colombie | EPM                                | + 0 s           |
| 5e | Steven Cuesta         | Colombie | Néctar-Gobernación de Cundinamarca | + 0 s           |
| 6e | Julián Molano         | Colombie | Coldeportes-Zenú                   | + 0 s           |
| 7e | Álvaro Duarte         | Colombie | Néctar-Gobernación de Cundinamarca | + 0 s           |
| 8e | Rafael Montiel        | Colombie | Orgullo Paisa                      | + 0 s           |
| 9e | Steven Gonzalez Girón | Colombie | Liciclismo Huila                   | + 0 s           |
| 10e | Brayan Sánchez        | Colombie | Orgullo Paisa                      | + 0 s           |

| Classement de l'étape | Classement de l'étape | Classement de l'étape | Classement de l'étape              | Classement de l'étape |
| Coureur               | Coureur               | Pays                  | Équipe                             | Temps                 |
| --------------------- | --------------------- | --------------------- | ---------------------------------- | --------------------- |
| 1er                   | William Muñoz         | Colombie              | Coldeportes Bicicletas Strongman   | 3 h 19 min 02 s       |
| 2e                    | Bryan Gómez           | Colombie              | Manzana Postobón                   | + 0 s                 |
| 3e                    | Weimar Roldán         | Colombie              | Medellín                           | + 0 s                 |
| 4e                    | Jairo Salas           | Colombie              | EPM                                | + 0 s                 |
| 5e                    | Steven Cuesta         | Colombie              | Néctar-Gobernación de Cundinamarca | + 0 s                 |
| 6e                    | Julián Molano         | Colombie              | Coldeportes-Zenú                   | + 0 s                 |
| 7e                    | Álvaro Duarte         | Colombie              | Néctar-Gobernación de Cundinamarca | + 0 s                 |
| 8e                    | Rafael Montiel        | Colombie              | Orgullo Paisa                      | + 0 s                 |
| 9e                    | Steven Gonzalez Girón | Colombie              | Liciclismo Huila                   | + 0 s                 |
| 10e                   | Brayan Sánchez        | Colombie              | Orgullo Paisa                      | + 0 s                 |

| \| Classement général \| Classement général \| Classement général \| Classement général \| Classement général \| \| Coureur \| Coureur \| Pays \| Équipe \| Temps \| \| ------------------ \| ------------------- \| ------------------ \| ------------------ \| ------------------ \| \| 1er \| Óscar Sevilla \| Espagne \| Medellín \| 3 h 27 min 29 s \| \| 2e \| Bryan Gómez \| Colombie \| Manzana Postobón \| + 7 s \| \| 3e \| Brayan Sánchez \| Colombie \| Orgullo Paisa \| + 8 s \| \| 4e \| Carlos Ramírez \| Colombie \| EPM \| + 10 s \| \| 5e \| Miguel Ángel Reyes \| Colombie \| EPM \| + 11 s \| \| 6e \| Fabio Duarte \| Colombie \| Medellín \| + 12 s \| \| 7e \| Juan Pablo Suárez \| Colombie \| GW Shimano \| + 13 s \| \| 8e \| José Tito Hernández \| Colombie \| Orgullo Paisa \| + 14 s \| \| 9e \| Walter Vargas \| Colombie \| Medellín \| + 14 s \| \| 10e \| Róbigzon Oyola \| Colombie \| Medellín \| + 15 s \| |                     |          |                  |                 |
| |                     |          |                  |                 |
| |                     |          |                  |                 |
| Classement général |                     |          |                  |                 |
| Coureur | Coureur             | Pays     | Équipe           | Temps           |
| 1er | Óscar Sevilla       | Espagne  | Medellín         | 3 h 27 min 29 s |
| 2e | Bryan Gómez         | Colombie | Manzana Postobón | + 7 s           |
| 3e | Brayan Sánchez      | Colombie | Orgullo Paisa    | + 8 s           |
| 4e | Carlos Ramírez      | Colombie | EPM              | + 10 s          |
| 5e | Miguel Ángel Reyes  | Colombie | EPM              | + 11 s          |
| 6e | Fabio Duarte        | Colombie | Medellín         | + 12 s          |
| 7e | Juan Pablo Suárez   | Colombie | GW Shimano       | + 13 s          |
| 8e | José Tito Hernández | Colombie | Orgullo Paisa    | + 14 s          |
| 9e | Walter Vargas       | Colombie | Medellín         | + 14 s          |
| 10e | Róbigzon Oyola      | Colombie | Medellín         | + 15 s          |

| Classement général | Classement général  | Classement général | Classement général | Classement général |
| Coureur            | Coureur             | Pays               | Équipe             | Temps              |
| ------------------ | ------------------- | ------------------ | ------------------ | ------------------ |
| 1er                | Óscar Sevilla       | Espagne            | Medellín           | 3 h 27 min 29 s    |
| 2e                 | Bryan Gómez         | Colombie           | Manzana Postobón   | + 7 s              |
| 3e                 | Brayan Sánchez      | Colombie           | Orgullo Paisa      | + 8 s              |
| 4e                 | Carlos Ramírez      | Colombie           | EPM                | + 10 s             |
| 5e                 | Miguel Ángel Reyes  | Colombie           | EPM                | + 11 s             |
| 6e                 | Fabio Duarte        | Colombie           | Medellín           | + 12 s             |
| 7e                 | Juan Pablo Suárez   | Colombie           | GW Shimano         | + 13 s             |
| 8e                 | José Tito Hernández | Colombie           | Orgullo Paisa      | + 14 s             |
| 9e                 | Walter Vargas       | Colombie           | Medellín           | + 14 s             |
| 10e                | Róbigzon Oyola      | Colombie           | Medellín           | + 15 s             |

### 18 juin:2eétape
Róbigzon Oyola profite d'une échappée pour gagner l'étape et s'emparer de la tête du classement général.
| \| Classement de l'étape \| Classement de l'étape \| Classement de l'étape \| Classement de l'étape \| Classement de l'étape \| \| Coureur \| Coureur \| Pays \| Équipe \| Temps \| \| --------------------- \| ----------------------- \| --------------------- \| ---------------------------------- \| --------------------- \| \| 1er \| Róbigzon Oyola \| Colombie \| Medellín \| 4 h 46 min 03 s \| \| 2e \| Jhonatan Cañaveral \| Colombie \| Coldeportes Bicicletas Strongman \| + 0 s \| \| 3e \| Cayetano Sarmiento \| Colombie \| EPM \| + 0 s \| \| 4e \| Frank Osorio \| Colombie \| Coldeportes Bicicletas Strongman \| + 0 s \| \| 5e \| Julián Molano \| Colombie \| Coldeportes-Zenú \| + 25 s \| \| 6e \| Jhon Anderson Rodríguez \| Colombie \| EPM \| + 25 s \| \| 7e \| Mauricio Orozco \| Colombie \| Fuerzas Armadas-Ejército Nacional \| + 25 s \| \| 8e \| Weimar Roldán \| Colombie \| Medellín \| + 25 s \| \| 9e \| Marco Tulio Suesca \| Colombie \| Boyacá es Para Vivirla \| + 25 s \| \| 10e \| Álvaro Duarte \| Colombie \| Néctar-Gobernación de Cundinamarca \| + 25 s \| |                         |          |                                    |                 |
| |                         |          |                                    |                 |
| |                         |          |                                    |                 |
| Classement de l'étape |                         |          |                                    |                 |
| Coureur | Coureur                 | Pays     | Équipe                             | Temps           |
| 1er | Róbigzon Oyola          | Colombie | Medellín                           | 4 h 46 min 03 s |
| 2e | Jhonatan Cañaveral      | Colombie | Coldeportes Bicicletas Strongman   | + 0 s           |
| 3e | Cayetano Sarmiento      | Colombie | EPM                                | + 0 s           |
| 4e | Frank Osorio            | Colombie | Coldeportes Bicicletas Strongman   | + 0 s           |
| 5e | Julián Molano           | Colombie | Coldeportes-Zenú                   | + 25 s          |
| 6e | Jhon Anderson Rodríguez | Colombie | EPM                                | + 25 s          |
| 7e | Mauricio Orozco         | Colombie | Fuerzas Armadas-Ejército Nacional  | + 25 s          |
| 8e | Weimar Roldán           | Colombie | Medellín                           | + 25 s          |
| 9e | Marco Tulio Suesca      | Colombie | Boyacá es Para Vivirla             | + 25 s          |
| 10e | Álvaro Duarte           | Colombie | Néctar-Gobernación de Cundinamarca | + 25 s          |

| Classement de l'étape | Classement de l'étape   | Classement de l'étape | Classement de l'étape              | Classement de l'étape |
| Coureur               | Coureur                 | Pays                  | Équipe                             | Temps                 |
| --------------------- | ----------------------- | --------------------- | ---------------------------------- | --------------------- |
| 1er                   | Róbigzon Oyola          | Colombie              | Medellín                           | 4 h 46 min 03 s       |
| 2e                    | Jhonatan Cañaveral      | Colombie              | Coldeportes Bicicletas Strongman   | + 0 s                 |
| 3e                    | Cayetano Sarmiento      | Colombie              | EPM                                | + 0 s                 |
| 4e                    | Frank Osorio            | Colombie              | Coldeportes Bicicletas Strongman   | + 0 s                 |
| 5e                    | Julián Molano           | Colombie              | Coldeportes-Zenú                   | + 25 s                |
| 6e                    | Jhon Anderson Rodríguez | Colombie              | EPM                                | + 25 s                |
| 7e                    | Mauricio Orozco         | Colombie              | Fuerzas Armadas-Ejército Nacional  | + 25 s                |
| 8e                    | Weimar Roldán           | Colombie              | Medellín                           | + 25 s                |
| 9e                    | Marco Tulio Suesca      | Colombie              | Boyacá es Para Vivirla             | + 25 s                |
| 10e                   | Álvaro Duarte           | Colombie              | Néctar-Gobernación de Cundinamarca | + 25 s                |

| \| Classement général \| Classement général \| Classement général \| Classement général \| Classement général \| \| Coureur \| Coureur \| Pays \| Équipe \| Temps \| \| ------------------ \| ------------------- \| ------------------ \| -------------------------------- \| ------------------ \| \| 1er \| Róbigzon Oyola \| Colombie \| Medellín \| 8 h 13 min 37 s \| \| 2e \| Frank Osorio \| Colombie \| Coldeportes Bicicletas Strongman \| + 19 s \| \| 3e \| Óscar Sevilla \| Espagne \| Medellín \| + 20 s \| \| 4e \| Brayan Sánchez \| Colombie \| Orgullo Paisa \| + 28 s \| \| 5e \| Jhonatan Cañaveral \| Colombie \| Coldeportes Bicicletas Strongman \| + 30 s \| \| 6e \| Miguel Ángel Reyes \| Colombie \| EPM \| + 31 s \| \| 7e \| Fabio Duarte \| Colombie \| Medellín \| + 32 s \| \| 8e \| Juan Pablo Suárez \| Colombie \| GW Shimano \| + 33 s \| \| 9e \| José Tito Hernández \| Colombie \| Orgullo Paisa \| + 34 s \| \| 10e \| Weimar Roldán \| Colombie \| Medellín \| + 38 s \| |                     |          |                                  |                 |
| |                     |          |                                  |                 |
| |                     |          |                                  |                 |
| Classement général |                     |          |                                  |                 |
| Coureur | Coureur             | Pays     | Équipe                           | Temps           |
| 1er | Róbigzon Oyola      | Colombie | Medellín                         | 8 h 13 min 37 s |
| 2e | Frank Osorio        | Colombie | Coldeportes Bicicletas Strongman | + 19 s          |
| 3e | Óscar Sevilla       | Espagne  | Medellín                         | + 20 s          |
| 4e | Brayan Sánchez      | Colombie | Orgullo Paisa                    | + 28 s          |
| 5e | Jhonatan Cañaveral  | Colombie | Coldeportes Bicicletas Strongman | + 30 s          |
| 6e | Miguel Ángel Reyes  | Colombie | EPM                              | + 31 s          |
| 7e | Fabio Duarte        | Colombie | Medellín                         | + 32 s          |
| 8e | Juan Pablo Suárez   | Colombie | GW Shimano                       | + 33 s          |
| 9e | José Tito Hernández | Colombie | Orgullo Paisa                    | + 34 s          |
| 10e | Weimar Roldán       | Colombie | Medellín                         | + 38 s          |

| Classement général | Classement général  | Classement général | Classement général               | Classement général |
| Coureur            | Coureur             | Pays               | Équipe                           | Temps              |
| ------------------ | ------------------- | ------------------ | -------------------------------- | ------------------ |
| 1er                | Róbigzon Oyola      | Colombie           | Medellín                         | 8 h 13 min 37 s    |
| 2e                 | Frank Osorio        | Colombie           | Coldeportes Bicicletas Strongman | + 19 s             |
| 3e                 | Óscar Sevilla       | Espagne            | Medellín                         | + 20 s             |
| 4e                 | Brayan Sánchez      | Colombie           | Orgullo Paisa                    | + 28 s             |
| 5e                 | Jhonatan Cañaveral  | Colombie           | Coldeportes Bicicletas Strongman | + 30 s             |
| 6e                 | Miguel Ángel Reyes  | Colombie           | EPM                              | + 31 s             |
| 7e                 | Fabio Duarte        | Colombie           | Medellín                         | + 32 s             |
| 8e                 | Juan Pablo Suárez   | Colombie           | GW Shimano                       | + 33 s             |
| 9e                 | José Tito Hernández | Colombie           | Orgullo Paisa                    | + 34 s             |
| 10e                | Weimar Roldán       | Colombie           | Medellín                         | + 38 s             |

### 19 juin:3eétape
Cristhian Montoya s'impose avec quelques secondes d'avance sur le peloton, son coéquipier Róbigzon Oyola conserve la tête du classement général.
| \| Classement de l'étape \| Classement de l'étape \| Classement de l'étape \| Classement de l'étape \| Classement de l'étape \| \| Coureur \| Coureur \| Pays \| Équipe \| Temps \| \| --------------------- \| ------------------------- \| --------------------- \| -------------------------------- \| --------------------- \| \| 1er \| Cristhian Montoya \| Colombie \| Medellín \| 2 h 40 min 48 s \| \| 2e \| José Tito Hernández \| Colombie \| Orgullo Paisa \| + 6 s \| \| 3e \| Óscar Sevilla \| Espagne \| Medellín \| + 11 s \| \| 4e \| Brayan Sánchez \| Colombie \| Orgullo Paisa \| + 11 s \| \| 5e \| Fabio Duarte \| Colombie \| Medellín \| + 11 s \| \| 6e \| Marco Tulio Suesca \| Colombie \| Boyacá es Para Vivirla \| + 11 s \| \| 7e \| Luis Miguel Martínez \| Colombie \| Coldeportes Zenú \| + 11 s \| \| 8e \| Dalivier Ospina \| Colombie \| Supergiros-Alcaldía de Manizales \| + 11 s \| \| 9e \| Janier Acevedo \| Colombie \| EPM \| + 11 s \| \| 10e \| Salvador Moreno Hernández \| Colombie \| Supergiros-Alcaldía de Manizales \| + 11 s \| |                           |          |                                  |                 |
| |                           |          |                                  |                 |
| |                           |          |                                  |                 |
| Classement de l'étape |                           |          |                                  |                 |
| Coureur | Coureur                   | Pays     | Équipe                           | Temps           |
| 1er | Cristhian Montoya         | Colombie | Medellín                         | 2 h 40 min 48 s |
| 2e | José Tito Hernández       | Colombie | Orgullo Paisa                    | + 6 s           |
| 3e | Óscar Sevilla             | Espagne  | Medellín                         | + 11 s          |
| 4e | Brayan Sánchez            | Colombie | Orgullo Paisa                    | + 11 s          |
| 5e | Fabio Duarte              | Colombie | Medellín                         | + 11 s          |
| 6e | Marco Tulio Suesca        | Colombie | Boyacá es Para Vivirla           | + 11 s          |
| 7e | Luis Miguel Martínez      | Colombie | Coldeportes Zenú                 | + 11 s          |
| 8e | Dalivier Ospina           | Colombie | Supergiros-Alcaldía de Manizales | + 11 s          |
| 9e | Janier Acevedo            | Colombie | EPM                              | + 11 s          |
| 10e | Salvador Moreno Hernández | Colombie | Supergiros-Alcaldía de Manizales | + 11 s          |

| Classement de l'étape | Classement de l'étape     | Classement de l'étape | Classement de l'étape            | Classement de l'étape |
| Coureur               | Coureur                   | Pays                  | Équipe                           | Temps                 |
| --------------------- | ------------------------- | --------------------- | -------------------------------- | --------------------- |
| 1er                   | Cristhian Montoya         | Colombie              | Medellín                         | 2 h 40 min 48 s       |
| 2e                    | José Tito Hernández       | Colombie              | Orgullo Paisa                    | + 6 s                 |
| 3e                    | Óscar Sevilla             | Espagne               | Medellín                         | + 11 s                |
| 4e                    | Brayan Sánchez            | Colombie              | Orgullo Paisa                    | + 11 s                |
| 5e                    | Fabio Duarte              | Colombie              | Medellín                         | + 11 s                |
| 6e                    | Marco Tulio Suesca        | Colombie              | Boyacá es Para Vivirla           | + 11 s                |
| 7e                    | Luis Miguel Martínez      | Colombie              | Coldeportes Zenú                 | + 11 s                |
| 8e                    | Dalivier Ospina           | Colombie              | Supergiros-Alcaldía de Manizales | + 11 s                |
| 9e                    | Janier Acevedo            | Colombie              | EPM                              | + 11 s                |
| 10e                   | Salvador Moreno Hernández | Colombie              | Supergiros-Alcaldía de Manizales | + 11 s                |

| \| Classement général \| Classement général \| Classement général \| Classement général \| Classement général \| \| Coureur \| Coureur \| Pays \| Équipe \| Temps \| \| ------------------ \| ------------------- \| ------------------ \| ---------------------------------- \| ------------------ \| \| 1er \| Róbigzon Oyola \| Colombie \| Medellín \| 10 h 54 min 36 s \| \| 2e \| Óscar Sevilla \| Espagne \| Medellín \| + 16 s \| \| 3e \| Frank Osorio \| Colombie \| Coldeportes Bicicletas Strongman \| + 19 s \| \| 4e \| José Tito Hernández \| Colombie \| Orgullo Paisa \| + 23 s \| \| 5e \| Brayan Sánchez \| Colombie \| Orgullo Paisa \| + 28 s \| \| 6e \| Jhonatan Cañaveral \| Colombie \| Coldeportes Bicicletas Strongman \| + 30 s \| \| 7e \| Miguel Ángel Reyes \| Colombie \| EPM \| + 31 s \| \| 8e \| Fabio Duarte \| Colombie \| Medellín \| + 31 s \| \| 9e \| Sebastián Caro \| Colombie \| Néctar-Gobernación de Cundinamarca \| + 32 s \| \| 10e \| Juan Pablo Suárez \| Colombie \| GW Shimano \| + 33 s \| |                     |          |                                    |                  |
| |                     |          |                                    |                  |
| |                     |          |                                    |                  |
| Classement général |                     |          |                                    |                  |
| Coureur | Coureur             | Pays     | Équipe                             | Temps            |
| 1er | Róbigzon Oyola      | Colombie | Medellín                           | 10 h 54 min 36 s |
| 2e | Óscar Sevilla       | Espagne  | Medellín                           | + 16 s           |
| 3e | Frank Osorio        | Colombie | Coldeportes Bicicletas Strongman   | + 19 s           |
| 4e | José Tito Hernández | Colombie | Orgullo Paisa                      | + 23 s           |
| 5e | Brayan Sánchez      | Colombie | Orgullo Paisa                      | + 28 s           |
| 6e | Jhonatan Cañaveral  | Colombie | Coldeportes Bicicletas Strongman   | + 30 s           |
| 7e | Miguel Ángel Reyes  | Colombie | EPM                                | + 31 s           |
| 8e | Fabio Duarte        | Colombie | Medellín                           | + 31 s           |
| 9e | Sebastián Caro      | Colombie | Néctar-Gobernación de Cundinamarca | + 32 s           |
| 10e | Juan Pablo Suárez   | Colombie | GW Shimano                         | + 33 s           |

| Classement général | Classement général  | Classement général | Classement général                 | Classement général |
| Coureur            | Coureur             | Pays               | Équipe                             | Temps              |
| ------------------ | ------------------- | ------------------ | ---------------------------------- | ------------------ |
| 1er                | Róbigzon Oyola      | Colombie           | Medellín                           | 10 h 54 min 36 s   |
| 2e                 | Óscar Sevilla       | Espagne            | Medellín                           | + 16 s             |
| 3e                 | Frank Osorio        | Colombie           | Coldeportes Bicicletas Strongman   | + 19 s             |
| 4e                 | José Tito Hernández | Colombie           | Orgullo Paisa                      | + 23 s             |
| 5e                 | Brayan Sánchez      | Colombie           | Orgullo Paisa                      | + 28 s             |
| 6e                 | Jhonatan Cañaveral  | Colombie           | Coldeportes Bicicletas Strongman   | + 30 s             |
| 7e                 | Miguel Ángel Reyes  | Colombie           | EPM                                | + 31 s             |
| 8e                 | Fabio Duarte        | Colombie           | Medellín                           | + 31 s             |
| 9e                 | Sebastián Caro      | Colombie           | Néctar-Gobernación de Cundinamarca | + 32 s             |
| 10e                | Juan Pablo Suárez   | Colombie           | GW Shimano                         | + 33 s             |

### 20 juin:4eétape
Après déclassement de Steven Cuesta, Weimar Roldán est déclaré vainqueur de l'étape. Son coéquipier Róbigzon Oyola garde sa position de leader du classement général.
| \| Classement de l'étape \| Classement de l'étape \| Classement de l'étape \| Classement de l'étape \| Classement de l'étape \| \| Coureur \| Coureur \| Pays \| Équipe \| Temps \| \| --------------------- \| --------------------- \| --------------------- \| --------------------------------- \| --------------------- \| \| 1er \| Weimar Roldán \| Colombie \| Medellín \| 2 h 47 min 09 s \| \| 2e \| Julián Molano \| Colombie \| Coldeportes-Zenú \| + 0 s \| \| 3e \| Jairo Salas \| Colombie \| EPM \| + 0 s \| \| 4e \| Óscar Pachón \| Colombie \| Fundación Depormundo \| + 0 s \| \| 5e \| Diego Ochoa \| Colombie \| EBSA Empresa de Energía Boyacá \| + 0 s \| \| 6e \| Carlos Ramírez \| Colombie \| EPM \| + 0 s \| \| 7e \| Róbigzon Oyola \| Colombie \| Medellín \| + 0 s \| \| 8e \| Carlos Alzate \| Colombie \| GW Shimano \| + 0 s \| \| 9e \| Mauricio Orozco \| Colombie \| Fuerzas Armadas-Ejército Nacional \| + 0 s \| \| 10e \| Frank Osorio \| Colombie \| Coldeportes Bicicletas Strongman \| + 0 s \| |                 |          |                                   |                 |
| |                 |          |                                   |                 |
| |                 |          |                                   |                 |
| Classement de l'étape |                 |          |                                   |                 |
| Coureur | Coureur         | Pays     | Équipe                            | Temps           |
| 1er | Weimar Roldán   | Colombie | Medellín                          | 2 h 47 min 09 s |
| 2e | Julián Molano   | Colombie | Coldeportes-Zenú                  | + 0 s           |
| 3e | Jairo Salas     | Colombie | EPM                               | + 0 s           |
| 4e | Óscar Pachón    | Colombie | Fundación Depormundo              | + 0 s           |
| 5e | Diego Ochoa     | Colombie | EBSA Empresa de Energía Boyacá    | + 0 s           |
| 6e | Carlos Ramírez  | Colombie | EPM                               | + 0 s           |
| 7e | Róbigzon Oyola  | Colombie | Medellín                          | + 0 s           |
| 8e | Carlos Alzate   | Colombie | GW Shimano                        | + 0 s           |
| 9e | Mauricio Orozco | Colombie | Fuerzas Armadas-Ejército Nacional | + 0 s           |
| 10e | Frank Osorio    | Colombie | Coldeportes Bicicletas Strongman  | + 0 s           |

| Classement de l'étape | Classement de l'étape | Classement de l'étape | Classement de l'étape             | Classement de l'étape |
| Coureur               | Coureur               | Pays                  | Équipe                            | Temps                 |
| --------------------- | --------------------- | --------------------- | --------------------------------- | --------------------- |
| 1er                   | Weimar Roldán         | Colombie              | Medellín                          | 2 h 47 min 09 s       |
| 2e                    | Julián Molano         | Colombie              | Coldeportes-Zenú                  | + 0 s                 |
| 3e                    | Jairo Salas           | Colombie              | EPM                               | + 0 s                 |
| 4e                    | Óscar Pachón          | Colombie              | Fundación Depormundo              | + 0 s                 |
| 5e                    | Diego Ochoa           | Colombie              | EBSA Empresa de Energía Boyacá    | + 0 s                 |
| 6e                    | Carlos Ramírez        | Colombie              | EPM                               | + 0 s                 |
| 7e                    | Róbigzon Oyola        | Colombie              | Medellín                          | + 0 s                 |
| 8e                    | Carlos Alzate         | Colombie              | GW Shimano                        | + 0 s                 |
| 9e                    | Mauricio Orozco       | Colombie              | Fuerzas Armadas-Ejército Nacional | + 0 s                 |
| 10e                   | Frank Osorio          | Colombie              | Coldeportes Bicicletas Strongman  | + 0 s                 |

| \| Classement général \| Classement général \| Classement général \| Classement général \| Classement général \| \| Coureur \| Coureur \| Pays \| Équipe \| Temps \| \| ------------------ \| ------------------- \| ------------------ \| ---------------------------------- \| ------------------ \| \| 1er \| Róbigzon Oyola \| Colombie \| Medellín \| 13 h 41 min 43 s \| \| 2e \| Óscar Sevilla \| Espagne \| Medellín \| + 18 s \| \| 3e \| Frank Osorio \| Colombie \| Coldeportes Bicicletas Strongman \| + 21 s \| \| 4e \| José Tito Hernández \| Colombie \| Orgullo Paisa \| + 25 s \| \| 5e \| Brayan Sánchez \| Colombie \| Orgullo Paisa \| + 30 s \| \| 6e \| Jhonatan Cañaveral \| Colombie \| Coldeportes Bicicletas Strongman \| + 32 s \| \| 7e \| Miguel Ángel Reyes \| Colombie \| EPM \| + 33 s \| \| 8e \| Fabio Duarte \| Colombie \| Medellín \| + 33 s \| \| 9e \| Sebastián Caro \| Colombie \| Néctar-Gobernación de Cundinamarca \| + 34 s \| \| 10e \| Juan Pablo Suárez \| Colombie \| GW Shimano \| + 35 s \| |                     |          |                                    |                  |
| |                     |          |                                    |                  |
| |                     |          |                                    |                  |
| Classement général |                     |          |                                    |                  |
| Coureur | Coureur             | Pays     | Équipe                             | Temps            |
| 1er | Róbigzon Oyola      | Colombie | Medellín                           | 13 h 41 min 43 s |
| 2e | Óscar Sevilla       | Espagne  | Medellín                           | + 18 s           |
| 3e | Frank Osorio        | Colombie | Coldeportes Bicicletas Strongman   | + 21 s           |
| 4e | José Tito Hernández | Colombie | Orgullo Paisa                      | + 25 s           |
| 5e | Brayan Sánchez      | Colombie | Orgullo Paisa                      | + 30 s           |
| 6e | Jhonatan Cañaveral  | Colombie | Coldeportes Bicicletas Strongman   | + 32 s           |
| 7e | Miguel Ángel Reyes  | Colombie | EPM                                | + 33 s           |
| 8e | Fabio Duarte        | Colombie | Medellín                           | + 33 s           |
| 9e | Sebastián Caro      | Colombie | Néctar-Gobernación de Cundinamarca | + 34 s           |
| 10e | Juan Pablo Suárez   | Colombie | GW Shimano                         | + 35 s           |

| Classement général | Classement général  | Classement général | Classement général                 | Classement général |
| Coureur            | Coureur             | Pays               | Équipe                             | Temps              |
| ------------------ | ------------------- | ------------------ | ---------------------------------- | ------------------ |
| 1er                | Róbigzon Oyola      | Colombie           | Medellín                           | 13 h 41 min 43 s   |
| 2e                 | Óscar Sevilla       | Espagne            | Medellín                           | + 18 s             |
| 3e                 | Frank Osorio        | Colombie           | Coldeportes Bicicletas Strongman   | + 21 s             |
| 4e                 | José Tito Hernández | Colombie           | Orgullo Paisa                      | + 25 s             |
| 5e                 | Brayan Sánchez      | Colombie           | Orgullo Paisa                      | + 30 s             |
| 6e                 | Jhonatan Cañaveral  | Colombie           | Coldeportes Bicicletas Strongman   | + 32 s             |
| 7e                 | Miguel Ángel Reyes  | Colombie           | EPM                                | + 33 s             |
| 8e                 | Fabio Duarte        | Colombie           | Medellín                           | + 33 s             |
| 9e                 | Sebastián Caro      | Colombie           | Néctar-Gobernación de Cundinamarca | + 34 s             |
| 10e                | Juan Pablo Suárez   | Colombie           | GW Shimano                         | + 35 s             |

### 21 juin:5eétape
Carlos Alzate remporte l'étape à l'issue d'un sprint massif. Róbigzon Oyola garde sa tunique de leader pour le quatrième jour consécutif.
| \| Classement de l'étape \| Classement de l'étape \| Classement de l'étape \| Classement de l'étape \| Classement de l'étape \| \| Coureur \| Coureur \| Pays \| Équipe \| Temps \| \| --------------------- \| --------------------- \| --------------------- \| ---------------------------------- \| --------------------- \| \| 1er \| Carlos Alzate \| Colombie \| GW Shimano \| 5 h 14 min 44 s \| \| 2e \| Carlos Chía \| Colombie \| Néctar-Gobernación de Cundinamarca \| + 0 s \| \| 3e \| Weimar Roldán \| Colombie \| Medellín \| + 0 s \| \| 4e \| Jairo Salas \| Colombie \| EPM \| + 0 s \| \| 5e \| Julián Molano \| Colombie \| Coldeportes-Zenú \| + 0 s \| \| 6e \| Bryan Gómez \| Colombie \| Manzana Postobón \| + 0 s \| \| 7e \| William Muñoz \| Colombie \| Coldeportes Bicicletas Strongman \| + 0 s \| \| 8e \| Steven Cuesta \| Colombie \| Néctar-Gobernación de Cundinamarca \| + 0 s \| \| 9e \| Mauricio Orozco \| Colombie \| Fuerzas Armadas-Ejército Nacional \| + 0 s \| \| 10e \| Óscar Pachón \| Colombie \| Fundación Depormundo \| + 0 s \| |                 |          |                                    |                 |
| |                 |          |                                    |                 |
| |                 |          |                                    |                 |
| Classement de l'étape |                 |          |                                    |                 |
| Coureur | Coureur         | Pays     | Équipe                             | Temps           |
| 1er | Carlos Alzate   | Colombie | GW Shimano                         | 5 h 14 min 44 s |
| 2e | Carlos Chía     | Colombie | Néctar-Gobernación de Cundinamarca | + 0 s           |
| 3e | Weimar Roldán   | Colombie | Medellín                           | + 0 s           |
| 4e | Jairo Salas     | Colombie | EPM                                | + 0 s           |
| 5e | Julián Molano   | Colombie | Coldeportes-Zenú                   | + 0 s           |
| 6e | Bryan Gómez     | Colombie | Manzana Postobón                   | + 0 s           |
| 7e | William Muñoz   | Colombie | Coldeportes Bicicletas Strongman   | + 0 s           |
| 8e | Steven Cuesta   | Colombie | Néctar-Gobernación de Cundinamarca | + 0 s           |
| 9e | Mauricio Orozco | Colombie | Fuerzas Armadas-Ejército Nacional  | + 0 s           |
| 10e | Óscar Pachón    | Colombie | Fundación Depormundo               | + 0 s           |

| Classement de l'étape | Classement de l'étape | Classement de l'étape | Classement de l'étape              | Classement de l'étape |
| Coureur               | Coureur               | Pays                  | Équipe                             | Temps                 |
| --------------------- | --------------------- | --------------------- | ---------------------------------- | --------------------- |
| 1er                   | Carlos Alzate         | Colombie              | GW Shimano                         | 5 h 14 min 44 s       |
| 2e                    | Carlos Chía           | Colombie              | Néctar-Gobernación de Cundinamarca | + 0 s                 |
| 3e                    | Weimar Roldán         | Colombie              | Medellín                           | + 0 s                 |
| 4e                    | Jairo Salas           | Colombie              | EPM                                | + 0 s                 |
| 5e                    | Julián Molano         | Colombie              | Coldeportes-Zenú                   | + 0 s                 |
| 6e                    | Bryan Gómez           | Colombie              | Manzana Postobón                   | + 0 s                 |
| 7e                    | William Muñoz         | Colombie              | Coldeportes Bicicletas Strongman   | + 0 s                 |
| 8e                    | Steven Cuesta         | Colombie              | Néctar-Gobernación de Cundinamarca | + 0 s                 |
| 9e                    | Mauricio Orozco       | Colombie              | Fuerzas Armadas-Ejército Nacional  | + 0 s                 |
| 10e                   | Óscar Pachón          | Colombie              | Fundación Depormundo               | + 0 s                 |

| \| Classement général \| Classement général \| Classement général \| Classement général \| Classement général \| \| Coureur \| Coureur \| Pays \| Équipe \| Temps \| \| ------------------ \| ------------------- \| ------------------ \| ---------------------------------- \| ------------------ \| \| 1er \| Róbigzon Oyola \| Colombie \| Medellín \| 18 h 56 min 27 s \| \| 2e \| Óscar Sevilla \| Espagne \| Medellín \| + 18 s \| \| 3e \| Frank Osorio \| Colombie \| Coldeportes Bicicletas Strongman \| + 21 s \| \| 4e \| José Tito Hernández \| Colombie \| Orgullo Paisa \| + 25 s \| \| 5e \| Brayan Sánchez \| Colombie \| Orgullo Paisa \| + 30 s \| \| 6e \| Jhonatan Cañaveral \| Colombie \| Coldeportes Bicicletas Strongman \| + 32 s \| \| 7e \| Miguel Ángel Reyes \| Colombie \| EPM \| + 33 s \| \| 8e \| Fabio Duarte \| Colombie \| Medellín \| + 33 s \| \| 9e \| Sebastián Caro \| Colombie \| Néctar-Gobernación de Cundinamarca \| + 34 s \| \| 10e \| Juan Pablo Suárez \| Colombie \| GW Shimano \| + 35 s \| |                     |          |                                    |                  |
| |                     |          |                                    |                  |
| |                     |          |                                    |                  |
| Classement général |                     |          |                                    |                  |
| Coureur | Coureur             | Pays     | Équipe                             | Temps            |
| 1er | Róbigzon Oyola      | Colombie | Medellín                           | 18 h 56 min 27 s |
| 2e | Óscar Sevilla       | Espagne  | Medellín                           | + 18 s           |
| 3e | Frank Osorio        | Colombie | Coldeportes Bicicletas Strongman   | + 21 s           |
| 4e | José Tito Hernández | Colombie | Orgullo Paisa                      | + 25 s           |
| 5e | Brayan Sánchez      | Colombie | Orgullo Paisa                      | + 30 s           |
| 6e | Jhonatan Cañaveral  | Colombie | Coldeportes Bicicletas Strongman   | + 32 s           |
| 7e | Miguel Ángel Reyes  | Colombie | EPM                                | + 33 s           |
| 8e | Fabio Duarte        | Colombie | Medellín                           | + 33 s           |
| 9e | Sebastián Caro      | Colombie | Néctar-Gobernación de Cundinamarca | + 34 s           |
| 10e | Juan Pablo Suárez   | Colombie | GW Shimano                         | + 35 s           |

| Classement général | Classement général  | Classement général | Classement général                 | Classement général |
| Coureur            | Coureur             | Pays               | Équipe                             | Temps              |
| ------------------ | ------------------- | ------------------ | ---------------------------------- | ------------------ |
| 1er                | Róbigzon Oyola      | Colombie           | Medellín                           | 18 h 56 min 27 s   |
| 2e                 | Óscar Sevilla       | Espagne            | Medellín                           | + 18 s             |
| 3e                 | Frank Osorio        | Colombie           | Coldeportes Bicicletas Strongman   | + 21 s             |
| 4e                 | José Tito Hernández | Colombie           | Orgullo Paisa                      | + 25 s             |
| 5e                 | Brayan Sánchez      | Colombie           | Orgullo Paisa                      | + 30 s             |
| 6e                 | Jhonatan Cañaveral  | Colombie           | Coldeportes Bicicletas Strongman   | + 32 s             |
| 7e                 | Miguel Ángel Reyes  | Colombie           | EPM                                | + 33 s             |
| 8e                 | Fabio Duarte        | Colombie           | Medellín                           | + 33 s             |
| 9e                 | Sebastián Caro      | Colombie           | Néctar-Gobernación de Cundinamarca | + 34 s             |
| 10e                | Juan Pablo Suárez   | Colombie           | GW Shimano                         | + 35 s             |

### 22 juin:6eétape
Omar Mendoza gagne l'étape. José Tito Hernández s'empare de la tête du classement général.
| \| Classement de l'étape \| Classement de l'étape \| Classement de l'étape \| Classement de l'étape \| Classement de l'étape \| \| Coureur \| Coureur \| Pays \| Équipe \| Temps \| \| --------------------- \| --------------------- \| --------------------- \| ---------------------------------- \| --------------------- \| \| 1er \| Omar Mendoza \| Colombie \| Coldeportes Bicicletas Strongman \| 4 h 49 min 40 s \| \| 2e \| Walter Pedraza \| Colombie \| GW Shimano \| + 0 s \| \| 3e \| Álvaro Duarte \| Colombie \| Néctar-Gobernación de Cundinamarca \| + 3 s \| \| 4e \| Heiner Parra \| Colombie \| GW Shimano \| + 3 s \| \| 5e \| José Tito Hernández \| Colombie \| Orgullo Paisa \| + 3 s \| \| 6e \| Wilmar Castro \| Colombie \| Fundación Depormundo \| + 3 s \| \| 7e \| Carlos Andrés Parra \| Colombie \| \| + 3 s \| \| 8e \| Edward Beltrán \| Colombie \| Medellín \| + 3 s \| \| 9e \| Kevin Cano \| Colombie \| Orgullo Paisa \| + 3 s \| \| 10e \| Óscar Pachón \| Colombie \| Fundación Depormundo \| + 1 min 29 s \| |                     |          |                                    |                 |
| |                     |          |                                    |                 |
| |                     |          |                                    |                 |
| Classement de l'étape |                     |          |                                    |                 |
| Coureur | Coureur             | Pays     | Équipe                             | Temps           |
| 1er | Omar Mendoza        | Colombie | Coldeportes Bicicletas Strongman   | 4 h 49 min 40 s |
| 2e | Walter Pedraza      | Colombie | GW Shimano                         | + 0 s           |
| 3e | Álvaro Duarte       | Colombie | Néctar-Gobernación de Cundinamarca | + 3 s           |
| 4e | Heiner Parra        | Colombie | GW Shimano                         | + 3 s           |
| 5e | José Tito Hernández | Colombie | Orgullo Paisa                      | + 3 s           |
| 6e | Wilmar Castro       | Colombie | Fundación Depormundo               | + 3 s           |
| 7e | Carlos Andrés Parra | Colombie |                                    | + 3 s           |
| 8e | Edward Beltrán      | Colombie | Medellín                           | + 3 s           |
| 9e | Kevin Cano          | Colombie | Orgullo Paisa                      | + 3 s           |
| 10e | Óscar Pachón        | Colombie | Fundación Depormundo               | + 1 min 29 s    |

| Classement de l'étape | Classement de l'étape | Classement de l'étape | Classement de l'étape              | Classement de l'étape |
| Coureur               | Coureur               | Pays                  | Équipe                             | Temps                 |
| --------------------- | --------------------- | --------------------- | ---------------------------------- | --------------------- |
| 1er                   | Omar Mendoza          | Colombie              | Coldeportes Bicicletas Strongman   | 4 h 49 min 40 s       |
| 2e                    | Walter Pedraza        | Colombie              | GW Shimano                         | + 0 s                 |
| 3e                    | Álvaro Duarte         | Colombie              | Néctar-Gobernación de Cundinamarca | + 3 s                 |
| 4e                    | Heiner Parra          | Colombie              | GW Shimano                         | + 3 s                 |
| 5e                    | José Tito Hernández   | Colombie              | Orgullo Paisa                      | + 3 s                 |
| 6e                    | Wilmar Castro         | Colombie              | Fundación Depormundo               | + 3 s                 |
| 7e                    | Carlos Andrés Parra   | Colombie              |                                    | + 3 s                 |
| 8e                    | Edward Beltrán        | Colombie              | Medellín                           | + 3 s                 |
| 9e                    | Kevin Cano            | Colombie              | Orgullo Paisa                      | + 3 s                 |
| 10e                   | Óscar Pachón          | Colombie              | Fundación Depormundo               | + 1 min 29 s          |

| \| Classement général \| Classement général \| Classement général \| Classement général \| Classement général \| \| Coureur \| Coureur \| Pays \| Équipe \| Temps \| \| ------------------ \| ------------------- \| ------------------ \| ---------------------------------- \| ------------------ \| \| 1er \| José Tito Hernández \| Colombie \| Orgullo Paisa \| 23 h 46 min 34 s \| \| 2e \| Omar Mendoza \| Colombie \| Coldeportes Bicicletas Strongman \| + 24 s \| \| 3e \| Álvaro Duarte \| Colombie \| Néctar-Gobernación de Cundinamarca \| + 37 s \| \| 4e \| Heiner Parra \| Colombie \| GW Shimano \| + 39 s \| \| 5e \| Walter Pedraza \| Colombie \| GW Shimano \| + 40 s \| \| 6e \| Edward Beltrán \| Colombie \| Medellín \| + 50 s \| \| 7e \| Róbigzon Oyola \| Colombie \| Medellín \| + 1 min 02 s \| \| 8e \| Kevin Cano \| Colombie \| Orgullo Paisa \| + 1 min 03 s \| \| 9e \| Óscar Sevilla \| Espagne \| Medellín \| + 1 min 20 s \| \| 10e \| Frank Osorio \| Colombie \| Coldeportes Bicicletas Strongman \| + 1 min 23 s \| |                     |          |                                    |                  |
| |                     |          |                                    |                  |
| |                     |          |                                    |                  |
| Classement général |                     |          |                                    |                  |
| Coureur | Coureur             | Pays     | Équipe                             | Temps            |
| 1er | José Tito Hernández | Colombie | Orgullo Paisa                      | 23 h 46 min 34 s |
| 2e | Omar Mendoza        | Colombie | Coldeportes Bicicletas Strongman   | + 24 s           |
| 3e | Álvaro Duarte       | Colombie | Néctar-Gobernación de Cundinamarca | + 37 s           |
| 4e | Heiner Parra        | Colombie | GW Shimano                         | + 39 s           |
| 5e | Walter Pedraza      | Colombie | GW Shimano                         | + 40 s           |
| 6e | Edward Beltrán      | Colombie | Medellín                           | + 50 s           |
| 7e | Róbigzon Oyola      | Colombie | Medellín                           | + 1 min 02 s     |
| 8e | Kevin Cano          | Colombie | Orgullo Paisa                      | + 1 min 03 s     |
| 9e | Óscar Sevilla       | Espagne  | Medellín                           | + 1 min 20 s     |
| 10e | Frank Osorio        | Colombie | Coldeportes Bicicletas Strongman   | + 1 min 23 s     |

| Classement général | Classement général  | Classement général | Classement général                 | Classement général |
| Coureur            | Coureur             | Pays               | Équipe                             | Temps              |
| ------------------ | ------------------- | ------------------ | ---------------------------------- | ------------------ |
| 1er                | José Tito Hernández | Colombie           | Orgullo Paisa                      | 23 h 46 min 34 s   |
| 2e                 | Omar Mendoza        | Colombie           | Coldeportes Bicicletas Strongman   | + 24 s             |
| 3e                 | Álvaro Duarte       | Colombie           | Néctar-Gobernación de Cundinamarca | + 37 s             |
| 4e                 | Heiner Parra        | Colombie           | GW Shimano                         | + 39 s             |
| 5e                 | Walter Pedraza      | Colombie           | GW Shimano                         | + 40 s             |
| 6e                 | Edward Beltrán      | Colombie           | Medellín                           | + 50 s             |
| 7e                 | Róbigzon Oyola      | Colombie           | Medellín                           | + 1 min 02 s       |
| 8e                 | Kevin Cano          | Colombie           | Orgullo Paisa                      | + 1 min 03 s       |
| 9e                 | Óscar Sevilla       | Espagne            | Medellín                           | + 1 min 20 s       |
| 10e                | Frank Osorio        | Colombie           | Coldeportes Bicicletas Strongman   | + 1 min 23 s       |

### 23 juin:7eétape
Weimar Roldán remporte sa deuxième étape à l'issue d'un sprint massif, tandis que José Tito Hernández conserve son maillot.
| \| Classement de l'étape \| Classement de l'étape \| Classement de l'étape \| Classement de l'étape \| Classement de l'étape \| \| Coureur \| Coureur \| Pays \| Équipe \| Temps \| \| --------------------- \| --------------------- \| --------------------- \| ---------------------------------- \| --------------------- \| \| 1er \| Weimar Roldán \| Colombie \| Medellín \| 2 h 02 min 11 s \| \| 2e \| Óscar Pachón \| Colombie \| Fundación Depormundo \| + 0 s \| \| 3e \| Julián Molano \| Colombie \| Coldeportes-Zenú \| + 0 s \| \| 4e \| Bryan Gómez \| Colombie \| Manzana Postobón \| + 0 s \| \| 5e \| Carlos Chía \| Colombie \| Néctar-Gobernación de Cundinamarca \| + 0 s \| \| 6e \| Róbigzon Oyola \| Colombie \| Medellín \| + 0 s \| \| 7e \| William Muñoz \| Colombie \| Coldeportes Bicicletas Strongman \| + 0 s \| \| 8e \| Luis Hernán Quiceno \| Colombie \| Fuerzas Armadas-Ejército Nacional \| + 0 s \| \| 9e \| Juan Tito Rendón \| Colombie \| Coldeportes-Zenú \| + 0 s \| \| 10e \| Janier Acevedo \| Colombie \| EPM \| + 0 s \| |                     |          |                                    |                 |
| |                     |          |                                    |                 |
| |                     |          |                                    |                 |
| Classement de l'étape |                     |          |                                    |                 |
| Coureur | Coureur             | Pays     | Équipe                             | Temps           |
| 1er | Weimar Roldán       | Colombie | Medellín                           | 2 h 02 min 11 s |
| 2e | Óscar Pachón        | Colombie | Fundación Depormundo               | + 0 s           |
| 3e | Julián Molano       | Colombie | Coldeportes-Zenú                   | + 0 s           |
| 4e | Bryan Gómez         | Colombie | Manzana Postobón                   | + 0 s           |
| 5e | Carlos Chía         | Colombie | Néctar-Gobernación de Cundinamarca | + 0 s           |
| 6e | Róbigzon Oyola      | Colombie | Medellín                           | + 0 s           |
| 7e | William Muñoz       | Colombie | Coldeportes Bicicletas Strongman   | + 0 s           |
| 8e | Luis Hernán Quiceno | Colombie | Fuerzas Armadas-Ejército Nacional  | + 0 s           |
| 9e | Juan Tito Rendón    | Colombie | Coldeportes-Zenú                   | + 0 s           |
| 10e | Janier Acevedo      | Colombie | EPM                                | + 0 s           |

| Classement de l'étape | Classement de l'étape | Classement de l'étape | Classement de l'étape              | Classement de l'étape |
| Coureur               | Coureur               | Pays                  | Équipe                             | Temps                 |
| --------------------- | --------------------- | --------------------- | ---------------------------------- | --------------------- |
| 1er                   | Weimar Roldán         | Colombie              | Medellín                           | 2 h 02 min 11 s       |
| 2e                    | Óscar Pachón          | Colombie              | Fundación Depormundo               | + 0 s                 |
| 3e                    | Julián Molano         | Colombie              | Coldeportes-Zenú                   | + 0 s                 |
| 4e                    | Bryan Gómez           | Colombie              | Manzana Postobón                   | + 0 s                 |
| 5e                    | Carlos Chía           | Colombie              | Néctar-Gobernación de Cundinamarca | + 0 s                 |
| 6e                    | Róbigzon Oyola        | Colombie              | Medellín                           | + 0 s                 |
| 7e                    | William Muñoz         | Colombie              | Coldeportes Bicicletas Strongman   | + 0 s                 |
| 8e                    | Luis Hernán Quiceno   | Colombie              | Fuerzas Armadas-Ejército Nacional  | + 0 s                 |
| 9e                    | Juan Tito Rendón      | Colombie              | Coldeportes-Zenú                   | + 0 s                 |
| 10e                   | Janier Acevedo        | Colombie              | EPM                                | + 0 s                 |

| \| Classement général \| Classement général \| Classement général \| Classement général \| Classement général \| \| Coureur \| Coureur \| Pays \| Équipe \| Temps \| \| ------------------ \| ------------------- \| ------------------ \| ---------------------------------- \| ------------------ \| \| 1er \| José Tito Hernández \| Colombie \| Orgullo Paisa \| 25 h 48 min 45 s \| \| 2e \| Omar Mendoza \| Colombie \| Coldeportes Bicicletas Strongman \| + 24 s \| \| 3e \| Álvaro Duarte \| Colombie \| Néctar-Gobernación de Cundinamarca \| + 37 s \| \| 4e \| Heiner Parra \| Colombie \| GW Shimano \| + 39 s \| \| 5e \| Walter Pedraza \| Colombie \| GW Shimano \| + 40 s \| \| 6e \| Edward Beltrán \| Colombie \| Medellín \| + 50 s \| \| 7e \| Róbigzon Oyola \| Colombie \| Medellín \| + 1 min 02 s \| \| 8e \| Kevin Cano \| Colombie \| Orgullo Paisa \| + 1 min 03 s \| \| 9e \| Óscar Sevilla \| Espagne \| Medellín \| + 1 min 20 s \| \| 10e \| Frank Osorio \| Colombie \| Coldeportes Bicicletas Strongman \| + 1 min 23 s \| |                     |          |                                    |                  |
| |                     |          |                                    |                  |
| |                     |          |                                    |                  |
| Classement général |                     |          |                                    |                  |
| Coureur | Coureur             | Pays     | Équipe                             | Temps            |
| 1er | José Tito Hernández | Colombie | Orgullo Paisa                      | 25 h 48 min 45 s |
| 2e | Omar Mendoza        | Colombie | Coldeportes Bicicletas Strongman   | + 24 s           |
| 3e | Álvaro Duarte       | Colombie | Néctar-Gobernación de Cundinamarca | + 37 s           |
| 4e | Heiner Parra        | Colombie | GW Shimano                         | + 39 s           |
| 5e | Walter Pedraza      | Colombie | GW Shimano                         | + 40 s           |
| 6e | Edward Beltrán      | Colombie | Medellín                           | + 50 s           |
| 7e | Róbigzon Oyola      | Colombie | Medellín                           | + 1 min 02 s     |
| 8e | Kevin Cano          | Colombie | Orgullo Paisa                      | + 1 min 03 s     |
| 9e | Óscar Sevilla       | Espagne  | Medellín                           | + 1 min 20 s     |
| 10e | Frank Osorio        | Colombie | Coldeportes Bicicletas Strongman   | + 1 min 23 s     |

| Classement général | Classement général  | Classement général | Classement général                 | Classement général |
| Coureur            | Coureur             | Pays               | Équipe                             | Temps              |
| ------------------ | ------------------- | ------------------ | ---------------------------------- | ------------------ |
| 1er                | José Tito Hernández | Colombie           | Orgullo Paisa                      | 25 h 48 min 45 s   |
| 2e                 | Omar Mendoza        | Colombie           | Coldeportes Bicicletas Strongman   | + 24 s             |
| 3e                 | Álvaro Duarte       | Colombie           | Néctar-Gobernación de Cundinamarca | + 37 s             |
| 4e                 | Heiner Parra        | Colombie           | GW Shimano                         | + 39 s             |
| 5e                 | Walter Pedraza      | Colombie           | GW Shimano                         | + 40 s             |
| 6e                 | Edward Beltrán      | Colombie           | Medellín                           | + 50 s             |
| 7e                 | Róbigzon Oyola      | Colombie           | Medellín                           | + 1 min 02 s       |
| 8e                 | Kevin Cano          | Colombie           | Orgullo Paisa                      | + 1 min 03 s       |
| 9e                 | Óscar Sevilla       | Espagne            | Medellín                           | + 1 min 20 s       |
| 10e                | Frank Osorio        | Colombie           | Coldeportes Bicicletas Strongman   | + 1 min 23 s       |

### 25 juin:8eétape
Bryan Gómez remporte l'étape disputée en circuit pendant que José Tito Hernández reste une journée de plus en tête du classement général.
| \| Classement de l'étape \| Classement de l'étape \| Classement de l'étape \| Classement de l'étape \| Classement de l'étape \| \| Coureur \| Coureur \| Pays \| Équipe \| Temps \| \| --------------------- \| --------------------- \| --------------------- \| ---------------------------------- \| --------------------- \| \| 1er \| Bryan Gómez \| Colombie \| Manzana Postobón \| 2 h 40 min 48 s \| \| 2e \| Juan Pablo Suárez \| Colombie \| GW Shimano \| + 0 s \| \| 3e \| Óscar Sevilla \| Espagne \| Medellín \| + 0 s \| \| 4e \| Óscar Pachón \| Colombie \| Fundación Depormundo \| + 0 s \| \| 5e \| Jhonatan Cañaveral \| Colombie \| Coldeportes Bicicletas Strongman \| + 0 s \| \| 6e \| Fabio Duarte \| Colombie \| Medellín \| + 0 s \| \| 7e \| Miguel Ángel Rubiano \| Colombie \| Coldeportes-Zenú \| + 7 s \| \| 8e \| Álvaro Duarte \| Colombie \| Néctar-Gobernación de Cundinamarca \| + 7 s \| \| 9e \| Brandon Rivera \| Colombie \| GW Shimano \| + 7 s \| \| 10e \| Diego Ochoa \| Colombie \| EBSA Empresa de Energía Boyacá \| + 7 s \| |                      |          |                                    |                 |
| |                      |          |                                    |                 |
| |                      |          |                                    |                 |
| Classement de l'étape |                      |          |                                    |                 |
| Coureur | Coureur              | Pays     | Équipe                             | Temps           |
| 1er | Bryan Gómez          | Colombie | Manzana Postobón                   | 2 h 40 min 48 s |
| 2e | Juan Pablo Suárez    | Colombie | GW Shimano                         | + 0 s           |
| 3e | Óscar Sevilla        | Espagne  | Medellín                           | + 0 s           |
| 4e | Óscar Pachón         | Colombie | Fundación Depormundo               | + 0 s           |
| 5e | Jhonatan Cañaveral   | Colombie | Coldeportes Bicicletas Strongman   | + 0 s           |
| 6e | Fabio Duarte         | Colombie | Medellín                           | + 0 s           |
| 7e | Miguel Ángel Rubiano | Colombie | Coldeportes-Zenú                   | + 7 s           |
| 8e | Álvaro Duarte        | Colombie | Néctar-Gobernación de Cundinamarca | + 7 s           |
| 9e | Brandon Rivera       | Colombie | GW Shimano                         | + 7 s           |
| 10e | Diego Ochoa          | Colombie | EBSA Empresa de Energía Boyacá     | + 7 s           |

| Classement de l'étape | Classement de l'étape | Classement de l'étape | Classement de l'étape              | Classement de l'étape |
| Coureur               | Coureur               | Pays                  | Équipe                             | Temps                 |
| --------------------- | --------------------- | --------------------- | ---------------------------------- | --------------------- |
| 1er                   | Bryan Gómez           | Colombie              | Manzana Postobón                   | 2 h 40 min 48 s       |
| 2e                    | Juan Pablo Suárez     | Colombie              | GW Shimano                         | + 0 s                 |
| 3e                    | Óscar Sevilla         | Espagne               | Medellín                           | + 0 s                 |
| 4e                    | Óscar Pachón          | Colombie              | Fundación Depormundo               | + 0 s                 |
| 5e                    | Jhonatan Cañaveral    | Colombie              | Coldeportes Bicicletas Strongman   | + 0 s                 |
| 6e                    | Fabio Duarte          | Colombie              | Medellín                           | + 0 s                 |
| 7e                    | Miguel Ángel Rubiano  | Colombie              | Coldeportes-Zenú                   | + 7 s                 |
| 8e                    | Álvaro Duarte         | Colombie              | Néctar-Gobernación de Cundinamarca | + 7 s                 |
| 9e                    | Brandon Rivera        | Colombie              | GW Shimano                         | + 7 s                 |
| 10e                   | Diego Ochoa           | Colombie              | EBSA Empresa de Energía Boyacá     | + 7 s                 |

| \| Classement général \| Classement général \| Classement général \| Classement général \| Classement général \| \| Coureur \| Coureur \| Pays \| Équipe \| Temps \| \| ------------------ \| ------------------- \| ------------------ \| ---------------------------------- \| ------------------ \| \| 1er \| José Tito Hernández \| Colombie \| Orgullo Paisa \| 28 h 29 min 40 s \| \| 2e \| Omar Mendoza \| Colombie \| Coldeportes Bicicletas Strongman \| + 24 s \| \| 3e \| Álvaro Duarte \| Colombie \| Néctar-Gobernación de Cundinamarca \| + 37 s \| \| 4e \| Heiner Parra \| Colombie \| GW Shimano \| + 39 s \| \| 5e \| Walter Pedraza \| Colombie \| GW Shimano \| + 40 s \| \| 6e \| Edward Beltrán \| Colombie \| Medellín \| + 50 s \| \| 7e \| Róbigzon Oyola \| Colombie \| Medellín \| + 1 min 02 s \| \| 8e \| Kevin Cano \| Colombie \| Orgullo Paisa \| + 1 min 03 s \| \| 9e \| Óscar Sevilla \| Espagne \| Medellín \| + 1 min 09 s \| \| 10e \| Frank Osorio \| Colombie \| Coldeportes Bicicletas Strongman \| + 1 min 23 s \| |                     |          |                                    |                  |
| |                     |          |                                    |                  |
| |                     |          |                                    |                  |
| Classement général |                     |          |                                    |                  |
| Coureur | Coureur             | Pays     | Équipe                             | Temps            |
| 1er | José Tito Hernández | Colombie | Orgullo Paisa                      | 28 h 29 min 40 s |
| 2e | Omar Mendoza        | Colombie | Coldeportes Bicicletas Strongman   | + 24 s           |
| 3e | Álvaro Duarte       | Colombie | Néctar-Gobernación de Cundinamarca | + 37 s           |
| 4e | Heiner Parra        | Colombie | GW Shimano                         | + 39 s           |
| 5e | Walter Pedraza      | Colombie | GW Shimano                         | + 40 s           |
| 6e | Edward Beltrán      | Colombie | Medellín                           | + 50 s           |
| 7e | Róbigzon Oyola      | Colombie | Medellín                           | + 1 min 02 s     |
| 8e | Kevin Cano          | Colombie | Orgullo Paisa                      | + 1 min 03 s     |
| 9e | Óscar Sevilla       | Espagne  | Medellín                           | + 1 min 09 s     |
| 10e | Frank Osorio        | Colombie | Coldeportes Bicicletas Strongman   | + 1 min 23 s     |

| Classement général | Classement général  | Classement général | Classement général                 | Classement général |
| Coureur            | Coureur             | Pays               | Équipe                             | Temps              |
| ------------------ | ------------------- | ------------------ | ---------------------------------- | ------------------ |
| 1er                | José Tito Hernández | Colombie           | Orgullo Paisa                      | 28 h 29 min 40 s   |
| 2e                 | Omar Mendoza        | Colombie           | Coldeportes Bicicletas Strongman   | + 24 s             |
| 3e                 | Álvaro Duarte       | Colombie           | Néctar-Gobernación de Cundinamarca | + 37 s             |
| 4e                 | Heiner Parra        | Colombie           | GW Shimano                         | + 39 s             |
| 5e                 | Walter Pedraza      | Colombie           | GW Shimano                         | + 40 s             |
| 6e                 | Edward Beltrán      | Colombie           | Medellín                           | + 50 s             |
| 7e                 | Róbigzon Oyola      | Colombie           | Medellín                           | + 1 min 02 s       |
| 8e                 | Kevin Cano          | Colombie           | Orgullo Paisa                      | + 1 min 03 s       |
| 9e                 | Óscar Sevilla       | Espagne            | Medellín                           | + 1 min 09 s       |
| 10e                | Frank Osorio        | Colombie           | Coldeportes Bicicletas Strongman   | + 1 min 23 s       |

### 26 juin:9eétape
Heiner Parra s'impose au sommet de l'Alto de La Línea, ce qui lui permet de ravir la première place au classement général.
| \| Classement de l'étape \| Classement de l'étape \| Classement de l'étape \| Classement de l'étape \| Classement de l'étape \| \| Coureur \| Coureur \| Pays \| Équipe \| Temps \| \| --------------------- \| ------------------------- \| --------------------- \| ---------------------------------- \| --------------------- \| \| 1er \| Heiner Parra \| Colombie \| GW Shimano \| 3 h 47 min 40 s \| \| 2e \| Danny Osorio \| Colombie \| Orgullo Paisa \| + 0 s \| \| 3e \| Álvaro Duarte \| Colombie \| Néctar-Gobernación de Cundinamarca \| + 0 s \| \| 4e \| Jahir Pérez \| Colombie \| Néctar-Gobernación de Cundinamarca \| + 6 s \| \| 5e \| Fabio Duarte \| Colombie \| Medellín \| + 10 s \| \| 6e \| Alexis Camacho \| Colombie \| Coldeportes-Zenú \| + 10 s \| \| 7e \| Salvador Moreno Hernández \| Colombie \| Supergiros-Alcaldía de Manizales \| + 19 s \| \| 8e \| Freddy Montaña \| Colombie \| EPM \| + 1 min 40 s \| \| 9e \| José Tito Hernández \| Colombie \| Orgullo Paisa \| + 2 min 32 s \| \| 10e \| Marco Tulio Suesca \| Colombie \| Boyacá es Para Vivirla \| + 2 min 32 s \| |                           |          |                                    |                 |
| |                           |          |                                    |                 |
| |                           |          |                                    |                 |
| Classement de l'étape |                           |          |                                    |                 |
| Coureur | Coureur                   | Pays     | Équipe                             | Temps           |
| 1er | Heiner Parra              | Colombie | GW Shimano                         | 3 h 47 min 40 s |
| 2e | Danny Osorio              | Colombie | Orgullo Paisa                      | + 0 s           |
| 3e | Álvaro Duarte             | Colombie | Néctar-Gobernación de Cundinamarca | + 0 s           |
| 4e | Jahir Pérez               | Colombie | Néctar-Gobernación de Cundinamarca | + 6 s           |
| 5e | Fabio Duarte              | Colombie | Medellín                           | + 10 s          |
| 6e | Alexis Camacho            | Colombie | Coldeportes-Zenú                   | + 10 s          |
| 7e | Salvador Moreno Hernández | Colombie | Supergiros-Alcaldía de Manizales   | + 19 s          |
| 8e | Freddy Montaña            | Colombie | EPM                                | + 1 min 40 s    |
| 9e | José Tito Hernández       | Colombie | Orgullo Paisa                      | + 2 min 32 s    |
| 10e | Marco Tulio Suesca        | Colombie | Boyacá es Para Vivirla             | + 2 min 32 s    |

| Classement de l'étape | Classement de l'étape     | Classement de l'étape | Classement de l'étape              | Classement de l'étape |
| Coureur               | Coureur                   | Pays                  | Équipe                             | Temps                 |
| --------------------- | ------------------------- | --------------------- | ---------------------------------- | --------------------- |
| 1er                   | Heiner Parra              | Colombie              | GW Shimano                         | 3 h 47 min 40 s       |
| 2e                    | Danny Osorio              | Colombie              | Orgullo Paisa                      | + 0 s                 |
| 3e                    | Álvaro Duarte             | Colombie              | Néctar-Gobernación de Cundinamarca | + 0 s                 |
| 4e                    | Jahir Pérez               | Colombie              | Néctar-Gobernación de Cundinamarca | + 6 s                 |
| 5e                    | Fabio Duarte              | Colombie              | Medellín                           | + 10 s                |
| 6e                    | Alexis Camacho            | Colombie              | Coldeportes-Zenú                   | + 10 s                |
| 7e                    | Salvador Moreno Hernández | Colombie              | Supergiros-Alcaldía de Manizales   | + 19 s                |
| 8e                    | Freddy Montaña            | Colombie              | EPM                                | + 1 min 40 s          |
| 9e                    | José Tito Hernández       | Colombie              | Orgullo Paisa                      | + 2 min 32 s          |
| 10e                   | Marco Tulio Suesca        | Colombie              | Boyacá es Para Vivirla             | + 2 min 32 s          |

| \| Classement général \| Classement général \| Classement général \| Classement général \| Classement général \| \| Coureur \| Coureur \| Pays \| Équipe \| Temps \| \| ------------------ \| ------------------------- \| ------------------ \| ---------------------------------- \| ------------------ \| \| 1er \| Heiner Parra \| Colombie \| GW Shimano \| 32 h 17 min 49 s \| \| 2e \| Álvaro Duarte \| Colombie \| Néctar-Gobernación de Cundinamarca \| + 4 s \| \| 3e \| Fabio Duarte \| Colombie \| Medellín \| + 1 min 09 s \| \| 4e \| Danny Osorio \| Colombie \| Orgullo Paisa \| + 1 min 17 s \| \| 5e \| Alexis Camacho \| Colombie \| Coldeportes-Zenú \| + 1 min 37 s \| \| 6e \| Jahir Pérez \| Colombie \| Néctar-Gobernación de Cundinamarca \| + 2 min 00 s \| \| 7e \| José Tito Hernández \| Colombie \| Orgullo Paisa \| + 2 min 03 s \| \| 8e \| Salvador Moreno Hernández \| Colombie \| Supergiros-Alcaldía de Manizales \| + 2 min 06 s \| \| 9e \| Óscar Sevilla \| Espagne \| Medellín \| + 3 min 54 s \| \| 10e \| Marco Tulio Suesca \| Colombie \| Boyacá es Para Vivirla \| + 4 min 28 s \| |                           |          |                                    |                  |
| |                           |          |                                    |                  |
| |                           |          |                                    |                  |
| Classement général |                           |          |                                    |                  |
| Coureur | Coureur                   | Pays     | Équipe                             | Temps            |
| 1er | Heiner Parra              | Colombie | GW Shimano                         | 32 h 17 min 49 s |
| 2e | Álvaro Duarte             | Colombie | Néctar-Gobernación de Cundinamarca | + 4 s            |
| 3e | Fabio Duarte              | Colombie | Medellín                           | + 1 min 09 s     |
| 4e | Danny Osorio              | Colombie | Orgullo Paisa                      | + 1 min 17 s     |
| 5e | Alexis Camacho            | Colombie | Coldeportes-Zenú                   | + 1 min 37 s     |
| 6e | Jahir Pérez               | Colombie | Néctar-Gobernación de Cundinamarca | + 2 min 00 s     |
| 7e | José Tito Hernández       | Colombie | Orgullo Paisa                      | + 2 min 03 s     |
| 8e | Salvador Moreno Hernández | Colombie | Supergiros-Alcaldía de Manizales   | + 2 min 06 s     |
| 9e | Óscar Sevilla             | Espagne  | Medellín                           | + 3 min 54 s     |
| 10e | Marco Tulio Suesca        | Colombie | Boyacá es Para Vivirla             | + 4 min 28 s     |

| Classement général | Classement général        | Classement général | Classement général                 | Classement général |
| Coureur            | Coureur                   | Pays               | Équipe                             | Temps              |
| ------------------ | ------------------------- | ------------------ | ---------------------------------- | ------------------ |
| 1er                | Heiner Parra              | Colombie           | GW Shimano                         | 32 h 17 min 49 s   |
| 2e                 | Álvaro Duarte             | Colombie           | Néctar-Gobernación de Cundinamarca | + 4 s              |
| 3e                 | Fabio Duarte              | Colombie           | Medellín                           | + 1 min 09 s       |
| 4e                 | Danny Osorio              | Colombie           | Orgullo Paisa                      | + 1 min 17 s       |
| 5e                 | Alexis Camacho            | Colombie           | Coldeportes-Zenú                   | + 1 min 37 s       |
| 6e                 | Jahir Pérez               | Colombie           | Néctar-Gobernación de Cundinamarca | + 2 min 00 s       |
| 7e                 | José Tito Hernández       | Colombie           | Orgullo Paisa                      | + 2 min 03 s       |
| 8e                 | Salvador Moreno Hernández | Colombie           | Supergiros-Alcaldía de Manizales   | + 2 min 06 s       |
| 9e                 | Óscar Sevilla             | Espagne            | Medellín                           | + 3 min 54 s       |
| 10e                | Marco Tulio Suesca        | Colombie           | Boyacá es Para Vivirla             | + 4 min 28 s       |

### 27 juin:10eétape
Domination du Team Medellín : Óscar Sevilla remporte l'étape et Fabio Duarte s'empare du maillot orange de leader de la compétition.
| \| Classement de l'étape \| Classement de l'étape \| Classement de l'étape \| Classement de l'étape \| Classement de l'étape \| \| Coureur \| Coureur \| Pays \| Équipe \| Temps \| \| --------------------- \| ------------------------- \| --------------------- \| ---------------------------------- \| --------------------- \| \| 1er \| Óscar Sevilla \| Espagne \| Medellín \| 5 h 24 min 51 s \| \| 2e \| Fabio Duarte \| Colombie \| Medellín \| + 0 s \| \| 3e \| Frank Osorio \| Colombie \| Coldeportes Bicicletas Strongman \| + 54 s \| \| 4e \| Salvador Moreno Hernández \| Colombie \| Supergiros-Alcaldía de Manizales \| + 1 min 04 s \| \| 5e \| Jahir Pérez \| Colombie \| Néctar-Gobernación de Cundinamarca \| + 1 min 09 s \| \| 6e \| Alexis Camacho \| Colombie \| Coldeportes-Zenú \| + 1 min 39 s \| \| 7e \| Harold Tejada \| Colombie \| Medellín \| + 1 min 39 s \| \| 8e \| José Tito Hernández \| Colombie \| Orgullo Paisa \| + 1 min 39 s \| \| 9e \| Jhonatan Cañaveral \| Colombie \| Coldeportes Bicicletas Strongman \| + 2 min 29 s \| \| 10e \| Omar Mendoza \| Colombie \| Coldeportes Bicicletas Strongman \| + 3 min 22 s \| |                           |          |                                    |                 |
| |                           |          |                                    |                 |
| |                           |          |                                    |                 |
| Classement de l'étape |                           |          |                                    |                 |
| Coureur | Coureur                   | Pays     | Équipe                             | Temps           |
| 1er | Óscar Sevilla             | Espagne  | Medellín                           | 5 h 24 min 51 s |
| 2e | Fabio Duarte              | Colombie | Medellín                           | + 0 s           |
| 3e | Frank Osorio              | Colombie | Coldeportes Bicicletas Strongman   | + 54 s          |
| 4e | Salvador Moreno Hernández | Colombie | Supergiros-Alcaldía de Manizales   | + 1 min 04 s    |
| 5e | Jahir Pérez               | Colombie | Néctar-Gobernación de Cundinamarca | + 1 min 09 s    |
| 6e | Alexis Camacho            | Colombie | Coldeportes-Zenú                   | + 1 min 39 s    |
| 7e | Harold Tejada             | Colombie | Medellín                           | + 1 min 39 s    |
| 8e | José Tito Hernández       | Colombie | Orgullo Paisa                      | + 1 min 39 s    |
| 9e | Jhonatan Cañaveral        | Colombie | Coldeportes Bicicletas Strongman   | + 2 min 29 s    |
| 10e | Omar Mendoza              | Colombie | Coldeportes Bicicletas Strongman   | + 3 min 22 s    |

| Classement de l'étape | Classement de l'étape     | Classement de l'étape | Classement de l'étape              | Classement de l'étape |
| Coureur               | Coureur                   | Pays                  | Équipe                             | Temps                 |
| --------------------- | ------------------------- | --------------------- | ---------------------------------- | --------------------- |
| 1er                   | Óscar Sevilla             | Espagne               | Medellín                           | 5 h 24 min 51 s       |
| 2e                    | Fabio Duarte              | Colombie              | Medellín                           | + 0 s                 |
| 3e                    | Frank Osorio              | Colombie              | Coldeportes Bicicletas Strongman   | + 54 s                |
| 4e                    | Salvador Moreno Hernández | Colombie              | Supergiros-Alcaldía de Manizales   | + 1 min 04 s          |
| 5e                    | Jahir Pérez               | Colombie              | Néctar-Gobernación de Cundinamarca | + 1 min 09 s          |
| 6e                    | Alexis Camacho            | Colombie              | Coldeportes-Zenú                   | + 1 min 39 s          |
| 7e                    | Harold Tejada             | Colombie              | Medellín                           | + 1 min 39 s          |
| 8e                    | José Tito Hernández       | Colombie              | Orgullo Paisa                      | + 1 min 39 s          |
| 9e                    | Jhonatan Cañaveral        | Colombie              | Coldeportes Bicicletas Strongman   | + 2 min 29 s          |
| 10e                   | Omar Mendoza              | Colombie              | Coldeportes Bicicletas Strongman   | + 3 min 22 s          |

| \| Classement général \| Classement général \| Classement général \| Classement général \| Classement général \| \| Coureur \| Coureur \| Pays \| Équipe \| Temps \| \| ------------------ \| ------------------------- \| ------------------ \| ---------------------------------- \| ------------------ \| \| 1er \| Fabio Duarte \| Colombie \| Medellín \| 37 h 43 min 43 s \| \| 2e \| Jahir Pérez \| Colombie \| Néctar-Gobernación de Cundinamarca \| + 2 min 06 s \| \| 3e \| Salvador Moreno Hernández \| Colombie \| Supergiros-Alcaldía de Manizales \| + 2 min 07 s \| \| 4e \| Alexis Camacho \| Colombie \| Coldeportes-Zenú \| + 2 min 13 s \| \| 5e \| José Tito Hernández \| Colombie \| Orgullo Paisa \| + 2 min 39 s \| \| 6e \| Óscar Sevilla \| Espagne \| Medellín \| + 2 min 41 s \| \| 7e \| Álvaro Duarte \| Colombie \| Néctar-Gobernación de Cundinamarca \| + 3 min 16 s \| \| 8e \| Heiner Parra \| Colombie \| GW Shimano \| + 7 min 26 s \| \| 9e \| Danny Osorio \| Colombie \| Orgullo Paisa \| + 7 min 32 s \| \| 10e \| Róbigzon Oyola \| Colombie \| Medellín \| + 7 min 40 s \| |                           |          |                                    |                  |
| |                           |          |                                    |                  |
| |                           |          |                                    |                  |
| Classement général |                           |          |                                    |                  |
| Coureur | Coureur                   | Pays     | Équipe                             | Temps            |
| 1er | Fabio Duarte              | Colombie | Medellín                           | 37 h 43 min 43 s |
| 2e | Jahir Pérez               | Colombie | Néctar-Gobernación de Cundinamarca | + 2 min 06 s     |
| 3e | Salvador Moreno Hernández | Colombie | Supergiros-Alcaldía de Manizales   | + 2 min 07 s     |
| 4e | Alexis Camacho            | Colombie | Coldeportes-Zenú                   | + 2 min 13 s     |
| 5e | José Tito Hernández       | Colombie | Orgullo Paisa                      | + 2 min 39 s     |
| 6e | Óscar Sevilla             | Espagne  | Medellín                           | + 2 min 41 s     |
| 7e | Álvaro Duarte             | Colombie | Néctar-Gobernación de Cundinamarca | + 3 min 16 s     |
| 8e | Heiner Parra              | Colombie | GW Shimano                         | + 7 min 26 s     |
| 9e | Danny Osorio              | Colombie | Orgullo Paisa                      | + 7 min 32 s     |
| 10e | Róbigzon Oyola            | Colombie | Medellín                           | + 7 min 40 s     |

| Classement général | Classement général        | Classement général | Classement général                 | Classement général |
| Coureur            | Coureur                   | Pays               | Équipe                             | Temps              |
| ------------------ | ------------------------- | ------------------ | ---------------------------------- | ------------------ |
| 1er                | Fabio Duarte              | Colombie           | Medellín                           | 37 h 43 min 43 s   |
| 2e                 | Jahir Pérez               | Colombie           | Néctar-Gobernación de Cundinamarca | + 2 min 06 s       |
| 3e                 | Salvador Moreno Hernández | Colombie           | Supergiros-Alcaldía de Manizales   | + 2 min 07 s       |
| 4e                 | Alexis Camacho            | Colombie           | Coldeportes-Zenú                   | + 2 min 13 s       |
| 5e                 | José Tito Hernández       | Colombie           | Orgullo Paisa                      | + 2 min 39 s       |
| 6e                 | Óscar Sevilla             | Espagne            | Medellín                           | + 2 min 41 s       |
| 7e                 | Álvaro Duarte             | Colombie           | Néctar-Gobernación de Cundinamarca | + 3 min 16 s       |
| 8e                 | Heiner Parra              | Colombie           | GW Shimano                         | + 7 min 26 s       |
| 9e                 | Danny Osorio              | Colombie           | Orgullo Paisa                      | + 7 min 32 s       |
| 10e                | Róbigzon Oyola            | Colombie           | Medellín                           | + 7 min 40 s       |

### 28 juin:11eétape
Le champion national Óscar Quiroz s'impose en solitaire alors que Fabio Duarte conserve sa position au classement général.
| \| Classement de l'étape \| Classement de l'étape \| Classement de l'étape \| Classement de l'étape \| Classement de l'étape \| \| Coureur \| Coureur \| Pays \| Équipe \| Temps \| \| --------------------- \| --------------------- \| --------------------- \| -------------------------------- \| --------------------- \| \| 1er \| Óscar Quiroz \| Colombie \| Coldeportes Bicicletas Strongman \| 3 h 34 min 50 s \| \| 2e \| Brayan Sánchez \| Colombie \| Orgullo Paisa \| + 9 s \| \| 3e \| Diego Ochoa \| Colombie \| EBSA Empresa de Energía Boyacá \| + 9 s \| \| 4e \| Germán Chaves \| Colombie \| Coldeportes-Zenú \| + 9 s \| \| 5e \| Yeison Chaparro \| Colombie \| Boyacá es Para Vivirla \| + 11 s \| \| 6e \| Cayetano Sarmiento \| Colombie \| EPM \| + 20 s \| \| 7e \| Carlos Andrés Parra \| Colombie \| \| + 36 s \| \| 8e \| Juan Diego Hoyos \| Colombie \| Supergiros-Alcaldía de Manizales \| + 46 s \| \| 9e \| Cristian Tobar \| Colombie \| Sundark Arawak \| + 56 s \| \| 10e \| Andrés Camilo Pedroza \| Colombie \| Coldeportes Bicicletas Strongman \| + 2 min 51 s \| |                       |          |                                  |                 |
| |                       |          |                                  |                 |
| |                       |          |                                  |                 |
| Classement de l'étape |                       |          |                                  |                 |
| Coureur | Coureur               | Pays     | Équipe                           | Temps           |
| 1er | Óscar Quiroz          | Colombie | Coldeportes Bicicletas Strongman | 3 h 34 min 50 s |
| 2e | Brayan Sánchez        | Colombie | Orgullo Paisa                    | + 9 s           |
| 3e | Diego Ochoa           | Colombie | EBSA Empresa de Energía Boyacá   | + 9 s           |
| 4e | Germán Chaves         | Colombie | Coldeportes-Zenú                 | + 9 s           |
| 5e | Yeison Chaparro       | Colombie | Boyacá es Para Vivirla           | + 11 s          |
| 6e | Cayetano Sarmiento    | Colombie | EPM                              | + 20 s          |
| 7e | Carlos Andrés Parra   | Colombie |                                  | + 36 s          |
| 8e | Juan Diego Hoyos      | Colombie | Supergiros-Alcaldía de Manizales | + 46 s          |
| 9e | Cristian Tobar        | Colombie | Sundark Arawak                   | + 56 s          |
| 10e | Andrés Camilo Pedroza | Colombie | Coldeportes Bicicletas Strongman | + 2 min 51 s    |

| Classement de l'étape | Classement de l'étape | Classement de l'étape | Classement de l'étape            | Classement de l'étape |
| Coureur               | Coureur               | Pays                  | Équipe                           | Temps                 |
| --------------------- | --------------------- | --------------------- | -------------------------------- | --------------------- |
| 1er                   | Óscar Quiroz          | Colombie              | Coldeportes Bicicletas Strongman | 3 h 34 min 50 s       |
| 2e                    | Brayan Sánchez        | Colombie              | Orgullo Paisa                    | + 9 s                 |
| 3e                    | Diego Ochoa           | Colombie              | EBSA Empresa de Energía Boyacá   | + 9 s                 |
| 4e                    | Germán Chaves         | Colombie              | Coldeportes-Zenú                 | + 9 s                 |
| 5e                    | Yeison Chaparro       | Colombie              | Boyacá es Para Vivirla           | + 11 s                |
| 6e                    | Cayetano Sarmiento    | Colombie              | EPM                              | + 20 s                |
| 7e                    | Carlos Andrés Parra   | Colombie              |                                  | + 36 s                |
| 8e                    | Juan Diego Hoyos      | Colombie              | Supergiros-Alcaldía de Manizales | + 46 s                |
| 9e                    | Cristian Tobar        | Colombie              | Sundark Arawak                   | + 56 s                |
| 10e                   | Andrés Camilo Pedroza | Colombie              | Coldeportes Bicicletas Strongman | + 2 min 51 s          |

| \| Classement général \| Classement général \| Classement général \| Classement général \| Classement général \| \| Coureur \| Coureur \| Pays \| Équipe \| Temps \| \| ------------------ \| ------------------------- \| ------------------ \| ---------------------------------- \| ------------------ \| \| 1er \| Fabio Duarte \| Colombie \| Medellín \| 41 h 24 min 35 s \| \| 2e \| Jahir Pérez \| Colombie \| Néctar-Gobernación de Cundinamarca \| + 2 min 06 s \| \| 3e \| Salvador Moreno Hernández \| Colombie \| Supergiros-Alcaldía de Manizales \| + 2 min 07 s \| \| 4e \| Alexis Camacho \| Colombie \| Coldeportes-Zenú \| + 2 min 13 s \| \| 5e \| José Tito Hernández \| Colombie \| Orgullo Paisa \| + 2 min 39 s \| \| 6e \| Óscar Sevilla \| Espagne \| Medellín \| + 2 min 41 s \| \| 7e \| Álvaro Duarte \| Colombie \| Néctar-Gobernación de Cundinamarca \| + 3 min 16 s \| \| 8e \| Heiner Parra \| Colombie \| GW Shimano \| + 7 min 26 s \| \| 9e \| Danny Osorio \| Colombie \| Orgullo Paisa \| + 7 min 32 s \| \| 10e \| Róbigzon Oyola \| Colombie \| Medellín \| + 7 min 40 s \| |                           |          |                                    |                  |
| |                           |          |                                    |                  |
| |                           |          |                                    |                  |
| Classement général |                           |          |                                    |                  |
| Coureur | Coureur                   | Pays     | Équipe                             | Temps            |
| 1er | Fabio Duarte              | Colombie | Medellín                           | 41 h 24 min 35 s |
| 2e | Jahir Pérez               | Colombie | Néctar-Gobernación de Cundinamarca | + 2 min 06 s     |
| 3e | Salvador Moreno Hernández | Colombie | Supergiros-Alcaldía de Manizales   | + 2 min 07 s     |
| 4e | Alexis Camacho            | Colombie | Coldeportes-Zenú                   | + 2 min 13 s     |
| 5e | José Tito Hernández       | Colombie | Orgullo Paisa                      | + 2 min 39 s     |
| 6e | Óscar Sevilla             | Espagne  | Medellín                           | + 2 min 41 s     |
| 7e | Álvaro Duarte             | Colombie | Néctar-Gobernación de Cundinamarca | + 3 min 16 s     |
| 8e | Heiner Parra              | Colombie | GW Shimano                         | + 7 min 26 s     |
| 9e | Danny Osorio              | Colombie | Orgullo Paisa                      | + 7 min 32 s     |
| 10e | Róbigzon Oyola            | Colombie | Medellín                           | + 7 min 40 s     |

| Classement général | Classement général        | Classement général | Classement général                 | Classement général |
| Coureur            | Coureur                   | Pays               | Équipe                             | Temps              |
| ------------------ | ------------------------- | ------------------ | ---------------------------------- | ------------------ |
| 1er                | Fabio Duarte              | Colombie           | Medellín                           | 41 h 24 min 35 s   |
| 2e                 | Jahir Pérez               | Colombie           | Néctar-Gobernación de Cundinamarca | + 2 min 06 s       |
| 3e                 | Salvador Moreno Hernández | Colombie           | Supergiros-Alcaldía de Manizales   | + 2 min 07 s       |
| 4e                 | Alexis Camacho            | Colombie           | Coldeportes-Zenú                   | + 2 min 13 s       |
| 5e                 | José Tito Hernández       | Colombie           | Orgullo Paisa                      | + 2 min 39 s       |
| 6e                 | Óscar Sevilla             | Espagne            | Medellín                           | + 2 min 41 s       |
| 7e                 | Álvaro Duarte             | Colombie           | Néctar-Gobernación de Cundinamarca | + 3 min 16 s       |
| 8e                 | Heiner Parra              | Colombie           | GW Shimano                         | + 7 min 26 s       |
| 9e                 | Danny Osorio              | Colombie           | Orgullo Paisa                      | + 7 min 32 s       |
| 10e                | Róbigzon Oyola            | Colombie           | Medellín                           | + 7 min 40 s       |

### 29 juin:12eétape
Brandon Rivera s'impose tandis que Fabio Duarte garde sa tunique orange un jour de plus.
| \| Classement de l'étape \| Classement de l'étape \| Classement de l'étape \| Classement de l'étape \| Classement de l'étape \| \| Coureur \| Coureur \| Pays \| Équipe \| Temps \| \| --------------------- \| ------------------------- \| --------------------- \| ---------------------------------- \| --------------------- \| \| 1er \| Brandon Rivera \| Colombie \| GW Shimano \| 4 h 08 min 23 s \| \| 2e \| Fabio Duarte \| Colombie \| Medellín \| + 12 s \| \| 3e \| Heiner Parra \| Colombie \| GW Shimano \| + 12 s \| \| 4e \| Álvaro Duarte \| Colombie \| Néctar-Gobernación de Cundinamarca \| + 12 s \| \| 5e \| Óscar Rivera \| Colombie \| \| + 12 s \| \| 6e \| Danny Osorio \| Colombie \| Orgullo Paisa \| + 12 s \| \| 7e \| Salvador Moreno Hernández \| Colombie \| Supergiros-Alcaldía de Manizales \| + 12 s \| \| 8e \| José Tito Hernández \| Colombie \| Orgullo Paisa \| + 12 s \| \| 9e \| Freddy Montaña \| Colombie \| EPM \| + 12 s \| \| 10e \| Juan Pablo Suárez \| Colombie \| GW Shimano \| + 29 s \| |                           |          |                                    |                 |
| |                           |          |                                    |                 |
| |                           |          |                                    |                 |
| Classement de l'étape |                           |          |                                    |                 |
| Coureur | Coureur                   | Pays     | Équipe                             | Temps           |
| 1er | Brandon Rivera            | Colombie | GW Shimano                         | 4 h 08 min 23 s |
| 2e | Fabio Duarte              | Colombie | Medellín                           | + 12 s          |
| 3e | Heiner Parra              | Colombie | GW Shimano                         | + 12 s          |
| 4e | Álvaro Duarte             | Colombie | Néctar-Gobernación de Cundinamarca | + 12 s          |
| 5e | Óscar Rivera              | Colombie |                                    | + 12 s          |
| 6e | Danny Osorio              | Colombie | Orgullo Paisa                      | + 12 s          |
| 7e | Salvador Moreno Hernández | Colombie | Supergiros-Alcaldía de Manizales   | + 12 s          |
| 8e | José Tito Hernández       | Colombie | Orgullo Paisa                      | + 12 s          |
| 9e | Freddy Montaña            | Colombie | EPM                                | + 12 s          |
| 10e | Juan Pablo Suárez         | Colombie | GW Shimano                         | + 29 s          |

| Classement de l'étape | Classement de l'étape     | Classement de l'étape | Classement de l'étape              | Classement de l'étape |
| Coureur               | Coureur                   | Pays                  | Équipe                             | Temps                 |
| --------------------- | ------------------------- | --------------------- | ---------------------------------- | --------------------- |
| 1er                   | Brandon Rivera            | Colombie              | GW Shimano                         | 4 h 08 min 23 s       |
| 2e                    | Fabio Duarte              | Colombie              | Medellín                           | + 12 s                |
| 3e                    | Heiner Parra              | Colombie              | GW Shimano                         | + 12 s                |
| 4e                    | Álvaro Duarte             | Colombie              | Néctar-Gobernación de Cundinamarca | + 12 s                |
| 5e                    | Óscar Rivera              | Colombie              |                                    | + 12 s                |
| 6e                    | Danny Osorio              | Colombie              | Orgullo Paisa                      | + 12 s                |
| 7e                    | Salvador Moreno Hernández | Colombie              | Supergiros-Alcaldía de Manizales   | + 12 s                |
| 8e                    | José Tito Hernández       | Colombie              | Orgullo Paisa                      | + 12 s                |
| 9e                    | Freddy Montaña            | Colombie              | EPM                                | + 12 s                |
| 10e                   | Juan Pablo Suárez         | Colombie              | GW Shimano                         | + 29 s                |

| \| Classement général \| Classement général \| Classement général \| Classement général \| Classement général \| \| Coureur \| Coureur \| Pays \| Équipe \| Temps \| \| ------------------ \| ------------------------- \| ------------------ \| ---------------------------------- \| ------------------ \| \| 1er \| Fabio Duarte \| Colombie \| Medellín \| 45 h 33 min 04 s \| \| 2e \| Salvador Moreno Hernández \| Colombie \| Supergiros-Alcaldía de Manizales \| + 2 min 13 s \| \| 3e \| Alexis Camacho \| Colombie \| Coldeportes-Zenú \| + 2 min 41 s \| \| 4e \| José Tito Hernández \| Colombie \| Orgullo Paisa \| + 2 min 45 s \| \| 5e \| Óscar Sevilla \| Espagne \| Medellín \| + 3 min 09 s \| \| 6e \| Álvaro Duarte \| Colombie \| Néctar-Gobernación de Cundinamarca \| + 3 min 22 s \| \| 7e \| Jahir Pérez \| Colombie \| Néctar-Gobernación de Cundinamarca \| + 3 min 23 s \| \| 8e \| Heiner Parra \| Colombie \| GW Shimano \| + 7 min 28 s \| \| 9e \| Danny Osorio \| Colombie \| Orgullo Paisa \| + 7 min 38 s \| \| 10e \| Freddy Montaña \| Colombie \| EPM \| + 8 min 18 s \| |                           |          |                                    |                  |
| |                           |          |                                    |                  |
| |                           |          |                                    |                  |
| Classement général |                           |          |                                    |                  |
| Coureur | Coureur                   | Pays     | Équipe                             | Temps            |
| 1er | Fabio Duarte              | Colombie | Medellín                           | 45 h 33 min 04 s |
| 2e | Salvador Moreno Hernández | Colombie | Supergiros-Alcaldía de Manizales   | + 2 min 13 s     |
| 3e | Alexis Camacho            | Colombie | Coldeportes-Zenú                   | + 2 min 41 s     |
| 4e | José Tito Hernández       | Colombie | Orgullo Paisa                      | + 2 min 45 s     |
| 5e | Óscar Sevilla             | Espagne  | Medellín                           | + 3 min 09 s     |
| 6e | Álvaro Duarte             | Colombie | Néctar-Gobernación de Cundinamarca | + 3 min 22 s     |
| 7e | Jahir Pérez               | Colombie | Néctar-Gobernación de Cundinamarca | + 3 min 23 s     |
| 8e | Heiner Parra              | Colombie | GW Shimano                         | + 7 min 28 s     |
| 9e | Danny Osorio              | Colombie | Orgullo Paisa                      | + 7 min 38 s     |
| 10e | Freddy Montaña            | Colombie | EPM                                | + 8 min 18 s     |

| Classement général | Classement général        | Classement général | Classement général                 | Classement général |
| Coureur            | Coureur                   | Pays               | Équipe                             | Temps              |
| ------------------ | ------------------------- | ------------------ | ---------------------------------- | ------------------ |
| 1er                | Fabio Duarte              | Colombie           | Medellín                           | 45 h 33 min 04 s   |
| 2e                 | Salvador Moreno Hernández | Colombie           | Supergiros-Alcaldía de Manizales   | + 2 min 13 s       |
| 3e                 | Alexis Camacho            | Colombie           | Coldeportes-Zenú                   | + 2 min 41 s       |
| 4e                 | José Tito Hernández       | Colombie           | Orgullo Paisa                      | + 2 min 45 s       |
| 5e                 | Óscar Sevilla             | Espagne            | Medellín                           | + 3 min 09 s       |
| 6e                 | Álvaro Duarte             | Colombie           | Néctar-Gobernación de Cundinamarca | + 3 min 22 s       |
| 7e                 | Jahir Pérez               | Colombie           | Néctar-Gobernación de Cundinamarca | + 3 min 23 s       |
| 8e                 | Heiner Parra              | Colombie           | GW Shimano                         | + 7 min 28 s       |
| 9e                 | Danny Osorio              | Colombie           | Orgullo Paisa                      | + 7 min 38 s       |
| 10e                | Freddy Montaña            | Colombie           | EPM                                | + 8 min 18 s       |

### 30 juin:13eétape
Victoire finale de Fabio Duarte pendant que Brayan Sánchez s'impose dans le contre-la-montre terminal.
Classement de l'étape
| \| Classement de l'étape \| Classement de l'étape \| Classement de l'étape \| Classement de l'étape \| Classement de l'étape \| \| Coureur \| Coureur \| Pays \| Équipe \| Temps \| \| --------------------- \| ------------------------- \| --------------------- \| ---------------------------------- \| --------------------- \| \| 1er \| Brayan Sánchez \| Colombie \| Orgullo Paisa \| 28 min 31 s \| \| 2e \| Fabio Duarte \| Colombie \| Medellín \| + 10 s \| \| 3e \| Óscar Sevilla \| Espagne \| Medellín \| + 12 s \| \| 4e \| Diego Camargo \| Colombie \| Coldeportes-Zenú \| + 35 s \| \| 5e \| José Tito Hernández \| Colombie \| Orgullo Paisa \| + 39 s \| \| 6e \| Miguel Ángel Reyes \| Colombie \| EPM \| + 40 s \| \| 7e \| Walter Vargas \| Colombie \| Medellín \| + 48 s \| \| 8e \| Álvaro Duarte \| Colombie \| Néctar-Gobernación de Cundinamarca \| + 51 s \| \| 9e \| Rafael Pineda \| Colombie \| Boyacá es Para Vivirla \| + 52 s \| \| 10e \| Salvador Moreno Hernández \| Colombie \| Supergiros-Alcaldía de Manizales \| + 53 s \| |                           |          |                                    |             |
| |                           |          |                                    |             |
| |                           |          |                                    |             |
| Classement de l'étape |                           |          |                                    |             |
| Coureur | Coureur                   | Pays     | Équipe                             | Temps       |
| 1er | Brayan Sánchez            | Colombie | Orgullo Paisa                      | 28 min 31 s |
| 2e | Fabio Duarte              | Colombie | Medellín                           | + 10 s      |
| 3e | Óscar Sevilla             | Espagne  | Medellín                           | + 12 s      |
| 4e | Diego Camargo             | Colombie | Coldeportes-Zenú                   | + 35 s      |
| 5e | José Tito Hernández       | Colombie | Orgullo Paisa                      | + 39 s      |
| 6e | Miguel Ángel Reyes        | Colombie | EPM                                | + 40 s      |
| 7e | Walter Vargas             | Colombie | Medellín                           | + 48 s      |
| 8e | Álvaro Duarte             | Colombie | Néctar-Gobernación de Cundinamarca | + 51 s      |
| 9e | Rafael Pineda             | Colombie | Boyacá es Para Vivirla             | + 52 s      |
| 10e | Salvador Moreno Hernández | Colombie | Supergiros-Alcaldía de Manizales   | + 53 s      |

## Classements finals
Classement général

### Classement général
| \| Classement général \| Classement général \| Classement général \| Classement général \| Classement général \| \| Coureur \| Coureur \| Pays \| Équipe \| Temps \| \| ------------------ \| ------------------------- \| ------------------ \| ---------------------------------- \| ------------------ \| \| 1er \| Fabio Duarte \| Colombie \| Medellín \| 46 h 01 min 45 s \| \| 2e \| Salvador Moreno Hernández \| Colombie \| Supergiros-Alcaldía de Manizales \| + 2 min 56 s \| \| 3e \| Óscar Sevilla \| Espagne \| Medellín \| + 3 min 11 s \| \| 4e \| José Tito Hernández \| Colombie \| Orgullo Paisa \| + 3 min 14 s \| \| 5e \| Alexis Camacho \| Colombie \| Coldeportes-Zenú \| + 3 min 35 s \| \| 6e \| Álvaro Duarte \| Colombie \| Néctar-Gobernación de Cundinamarca \| + 4 min 03 s \| \| 7e \| Jahir Pérez \| Colombie \| Néctar-Gobernación de Cundinamarca \| + 6 min 13 s \| \| 8e \| Danny Osorio \| Colombie \| Orgullo Paisa \| + 8 min 32 s \| \| 9e \| Freddy Montaña \| Colombie \| EPM \| + 9 min 11 s \| \| 10e \| Heiner Parra \| Colombie \| GW Shimano \| + 9 min 35 s \| |                           |          |                                    |                  |
| |                           |          |                                    |                  |
| |                           |          |                                    |                  |
| Classement général |                           |          |                                    |                  |
| Coureur | Coureur                   | Pays     | Équipe                             | Temps            |
| 1er | Fabio Duarte              | Colombie | Medellín                           | 46 h 01 min 45 s |
| 2e | Salvador Moreno Hernández | Colombie | Supergiros-Alcaldía de Manizales   | + 2 min 56 s     |
| 3e | Óscar Sevilla             | Espagne  | Medellín                           | + 3 min 11 s     |
| 4e | José Tito Hernández       | Colombie | Orgullo Paisa                      | + 3 min 14 s     |
| 5e | Alexis Camacho            | Colombie | Coldeportes-Zenú                   | + 3 min 35 s     |
| 6e | Álvaro Duarte             | Colombie | Néctar-Gobernación de Cundinamarca | + 4 min 03 s     |
| 7e | Jahir Pérez               | Colombie | Néctar-Gobernación de Cundinamarca | + 6 min 13 s     |
| 8e | Danny Osorio              | Colombie | Orgullo Paisa                      | + 8 min 32 s     |
| 9e | Freddy Montaña            | Colombie | EPM                                | + 9 min 11 s     |
| 10e | Heiner Parra              | Colombie | GW Shimano                         | + 9 min 35 s     |

| Classement par points | Classement par points | Classement par points | Classement par points              | Classement par points |
| Coureur               | Coureur               | Pays                  | Équipe                             | Points                |
| --------------------- | --------------------- | --------------------- | ---------------------------------- | --------------------- |
| 1er                   | Weimar Roldán         | Colombie              | Medellín                           | 64 pts                |
| 2e                    | Fabio Duarte          | Colombie              | Medellín                           | 54 pts                |
| 3e                    | William Muñoz         | Colombie              | Coldeportes Bicicletas Strongman   | 51 pts                |
| 4e                    | Bryan Gómez           | Colombie              | Manzana Postobón                   | 46 pts                |
| 5e                    | Álvaro Duarte         | Colombie              | Néctar-Gobernación de Cundinamarca | 45 pts                |
| 6e                    | Óscar Sevilla         | Espagne               | Medellín                           | 43 pts                |
| 7e                    | Julián Molano         | Colombie              | Coldeportes-Zenú                   | 42 pts                |
| 8e                    | José Tito Hernández   | Colombie              | Orgullo Paisa                      | 37 pts                |
| 9e                    | Heiner Parra          | Colombie              | GW Shimano                         | 33 pts                |
| 10e                   | Brayan Sánchez        | Colombie              | Orgullo Paisa                      | 32 pts                |

| Classement par points | Classement par points | Classement par points | Classement par points              | Classement par points |
| Coureur               | Coureur               | Pays                  | Équipe                             | Points                |
| --------------------- | --------------------- | --------------------- | ---------------------------------- | --------------------- |
| 1er                   | Weimar Roldán         | Colombie              | Medellín                           | 64 pts                |
| 2e                    | Fabio Duarte          | Colombie              | Medellín                           | 54 pts                |
| 3e                    | William Muñoz         | Colombie              | Coldeportes Bicicletas Strongman   | 51 pts                |
| 4e                    | Bryan Gómez           | Colombie              | Manzana Postobón                   | 46 pts                |
| 5e                    | Álvaro Duarte         | Colombie              | Néctar-Gobernación de Cundinamarca | 45 pts                |
| 6e                    | Óscar Sevilla         | Espagne               | Medellín                           | 43 pts                |
| 7e                    | Julián Molano         | Colombie              | Coldeportes-Zenú                   | 42 pts                |
| 8e                    | José Tito Hernández   | Colombie              | Orgullo Paisa                      | 37 pts                |
| 9e                    | Heiner Parra          | Colombie              | GW Shimano                         | 33 pts                |
| 10e                   | Brayan Sánchez        | Colombie              | Orgullo Paisa                      | 32 pts                |

| Classement de la montagne | Classement de la montagne | Classement de la montagne | Classement de la montagne          | Classement de la montagne |
| Coureur                   | Coureur                   | Pays                      | Équipe                             | Points                    |
| ------------------------- | ------------------------- | ------------------------- | ---------------------------------- | ------------------------- |
| 1er                       | Álvaro Duarte             | Colombie                  | Néctar-Gobernación de Cundinamarca | 42 pts                    |
| 2e                        | Danny Osorio              | Colombie                  | Orgullo Paisa                      | 33 pts                    |
| 3e                        | Walter Pedraza            | Colombie                  | GW Shimano                         | 31 pts                    |
| 4e                        | Heiner Parra              | Colombie                  | GW Shimano                         | 21 pts                    |
| 5e                        | Fabio Duarte              | Colombie                  | Medellín                           | 18 pts                    |
| 6e                        | Kevin Cano                | Colombie                  | Orgullo Paisa                      | 12 pts                    |
| 7e                        | Diego Soracá              | Colombie                  | Boyacá es Para Vivirla             | 10 pts                    |
| 8e                        | Ivan Darío Bothia         | Colombie                  | Boyacá es Para Vivirla             | 10 pts                    |
| 9e                        | Óscar Sevilla             | Espagne                   | Medellín                           | 10 pts                    |
| 10e                       | Aristóbulo Cala           | Colombie                  | Coldeportes Bicicletas Strongman   | 10 pts                    |

| Classement de la montagne | Classement de la montagne | Classement de la montagne | Classement de la montagne          | Classement de la montagne |
| Coureur                   | Coureur                   | Pays                      | Équipe                             | Points                    |
| ------------------------- | ------------------------- | ------------------------- | ---------------------------------- | ------------------------- |
| 1er                       | Álvaro Duarte             | Colombie                  | Néctar-Gobernación de Cundinamarca | 42 pts                    |
| 2e                        | Danny Osorio              | Colombie                  | Orgullo Paisa                      | 33 pts                    |
| 3e                        | Walter Pedraza            | Colombie                  | GW Shimano                         | 31 pts                    |
| 4e                        | Heiner Parra              | Colombie                  | GW Shimano                         | 21 pts                    |
| 5e                        | Fabio Duarte              | Colombie                  | Medellín                           | 18 pts                    |
| 6e                        | Kevin Cano                | Colombie                  | Orgullo Paisa                      | 12 pts                    |
| 7e                        | Diego Soracá              | Colombie                  | Boyacá es Para Vivirla             | 10 pts                    |
| 8e                        | Ivan Darío Bothia         | Colombie                  | Boyacá es Para Vivirla             | 10 pts                    |
| 9e                        | Óscar Sevilla             | Espagne                   | Medellín                           | 10 pts                    |
| 10e                       | Aristóbulo Cala           | Colombie                  | Coldeportes Bicicletas Strongman   | 10 pts                    |

| Classement des sprints | Classement des sprints  | Classement des sprints | Classement des sprints             | Classement des sprints |
| Coureur                | Coureur                 | Pays                   | Équipe                             | Points                 |
| ---------------------- | ----------------------- | ---------------------- | ---------------------------------- | ---------------------- |
| 1er                    | William Muñoz           | Colombie               | Coldeportes Bicicletas Strongman   | 26 pts                 |
| 2e                     | Diego Soracá            | Colombie               | Boyacá es Para Vivirla             | 21 pts                 |
| 3e                     | Sebastián Caro          | Colombie               | Néctar-Gobernación de Cundinamarca | 12 pts                 |
| 4e                     | Andrés Camilo Pedroza   | Colombie               | Coldeportes Bicicletas Strongman   | 12 pts                 |
| 5e                     | Weimar Roldán           | Colombie               | Medellín                           | 10 pts                 |
| 6e                     | Miguel Mogollón         | Colombie               | EBSA Empresa de Energía Boyacá     | 9 pts                  |
| 7e                     | Jhon Anderson Rodríguez | Colombie               | EPM                                | 8 pts                  |
| 8e                     | Juan Diego Hoyos        | Colombie               | Supergiros-Alcaldía de Manizales   | 8 pts                  |
| 9e                     | Carlos Andrés Parra     | Colombie               |                                    | 6 pts                  |
| 10e                    | Óscar Quiroz            | Colombie               | Coldeportes Bicicletas Strongman   | 6 pts                  |

| Classement des sprints | Classement des sprints  | Classement des sprints | Classement des sprints             | Classement des sprints |
| Coureur                | Coureur                 | Pays                   | Équipe                             | Points                 |
| ---------------------- | ----------------------- | ---------------------- | ---------------------------------- | ---------------------- |
| 1er                    | William Muñoz           | Colombie               | Coldeportes Bicicletas Strongman   | 26 pts                 |
| 2e                     | Diego Soracá            | Colombie               | Boyacá es Para Vivirla             | 21 pts                 |
| 3e                     | Sebastián Caro          | Colombie               | Néctar-Gobernación de Cundinamarca | 12 pts                 |
| 4e                     | Andrés Camilo Pedroza   | Colombie               | Coldeportes Bicicletas Strongman   | 12 pts                 |
| 5e                     | Weimar Roldán           | Colombie               | Medellín                           | 10 pts                 |
| 6e                     | Miguel Mogollón         | Colombie               | EBSA Empresa de Energía Boyacá     | 9 pts                  |
| 7e                     | Jhon Anderson Rodríguez | Colombie               | EPM                                | 8 pts                  |
| 8e                     | Juan Diego Hoyos        | Colombie               | Supergiros-Alcaldía de Manizales   | 8 pts                  |
| 9e                     | Carlos Andrés Parra     | Colombie               |                                    | 6 pts                  |
| 10e                    | Óscar Quiroz            | Colombie               | Coldeportes Bicicletas Strongman   | 6 pts                  |

| Classement du meilleur jeune | Classement du meilleur jeune | Classement du meilleur jeune | Classement du meilleur jeune   | Classement du meilleur jeune |
| Coureur                      | Coureur                      | Pays                         | Équipe                         | Temps                        |
| ---------------------------- | ---------------------------- | ---------------------------- | ------------------------------ | ---------------------------- |
| 1er                          | Jhojan García                | Colombie                     | Medellín                       | 46 h 15 min 01 s             |
| 2e                           | Rafael Pineda                | Colombie                     | Boyacá es Para Vivirla         | + 29 s                       |
| 3e                           | Esneider Báez                | Colombie                     | EBSA Empresa de Energía Boyacá | + 6 min 24 s                 |
| 4e                           | Kevin Cano                   | Colombie                     | Orgullo Paisa                  | + 7 min 37 s                 |
| 5e                           | Harold Tejada                | Colombie                     | Medellín                       | + 30 min 21 s                |
| 6e                           | Santiago Ordóñez             | Colombie                     | EPM                            | + 33 min 39 s                |
| 7e                           | Diego Camargo                | Colombie                     | Coldeportes-Zenú               | + 35 min 00 s                |
| 8e                           | Miguel Mogollón              | Colombie                     | EBSA Empresa de Energía Boyacá | + 44 min 08 s                |
| 9e                           | Julián Molano                | Colombie                     | Coldeportes-Zenú               | + 1 h 06 min 42 s            |
| 10e                          | Juan Diego Guerrero          | Colombie                     | Sundark Arawak                 | + 1 h 09 min 44 s            |

| Classement du meilleur jeune | Classement du meilleur jeune | Classement du meilleur jeune | Classement du meilleur jeune   | Classement du meilleur jeune |
| Coureur                      | Coureur                      | Pays                         | Équipe                         | Temps                        |
| ---------------------------- | ---------------------------- | ---------------------------- | ------------------------------ | ---------------------------- |
| 1er                          | Jhojan García                | Colombie                     | Medellín                       | 46 h 15 min 01 s             |
| 2e                           | Rafael Pineda                | Colombie                     | Boyacá es Para Vivirla         | + 29 s                       |
| 3e                           | Esneider Báez                | Colombie                     | EBSA Empresa de Energía Boyacá | + 6 min 24 s                 |
| 4e                           | Kevin Cano                   | Colombie                     | Orgullo Paisa                  | + 7 min 37 s                 |
| 5e                           | Harold Tejada                | Colombie                     | Medellín                       | + 30 min 21 s                |
| 6e                           | Santiago Ordóñez             | Colombie                     | EPM                            | + 33 min 39 s                |
| 7e                           | Diego Camargo                | Colombie                     | Coldeportes-Zenú               | + 35 min 00 s                |
| 8e                           | Miguel Mogollón              | Colombie                     | EBSA Empresa de Energía Boyacá | + 44 min 08 s                |
| 9e                           | Julián Molano                | Colombie                     | Coldeportes-Zenú               | + 1 h 06 min 42 s            |
| 10e                          | Juan Diego Guerrero          | Colombie                     | Sundark Arawak                 | + 1 h 09 min 44 s            |

### Classement par équipes
| Classement par équipes | Classement par équipes                  | Classement par équipes | Classement par équipes |
| Équipe                 | Équipe                                  | Pays                   | Temps                  |
| ---------------------- | --------------------------------------- | ---------------------- | ---------------------- |
| 1re                    | Medellín                                | Colombie               | 137 h 48 min 27 s      |
| 2e                     | Orgullo Paisa                           | Colombie               | + 4 min 53 s           |
| 3e                     | Néctar-Gobernación de Cundinamarca      | Colombie               | + 11 min 48 s          |
| 4e                     | Boyacá es Para Vivirla                  | Colombie               | + 15 min 09 s          |
| 5e                     | Coldeportes Bicicletas Strongman        | Colombie               | + 19 min 41 s          |
| 6e                     | Supergiros-Alcaldía de Manizales        | Colombie               | + 22 min 12 s          |
| 7e                     | EPM-Scott                               | Colombie               | + 24 min 06 s          |
| 8e                     | Coldeportes Zenú                        | Colombie               | + 24 min 29 s          |
| 9e                     | GW Shimano Chaoyang Kixx Envía PX Lazer | Colombie               | + 43 min 35 s          |
| 10e                    | Sundark Arawak                          | Colombie               | + 1 h 04 min 21 s      |

## Évolution des classements
| Étapes             | Vainqueur          | Classement général  | Classement du meilleur jeune | Classement de la montagne | Classement par points | Classement des sprints spéciaux | Prix de la combativité  | Classement par équipes                   |
| ------------------ | ------------------ | ------------------- | ---------------------------- | ------------------------- | --------------------- | ------------------------------- | ----------------------- | ---------------------------------------- |
| Prologue           | Óscar Sevilla      | Óscar Sevilla       | Rafael Pineda                | Bryan Gómez               | Óscar Sevilla         | Fabio Duarte                    | Miguel Ángel Reyes      | Team Medellín                            |
| 1re étape          | William Muñoz      | Óscar Sevilla       | Rafael Pineda                | Bryan Gómez               | William Muñoz         | Carlos Alzate                   | Miguel Mogollón         | Team Medellín                            |
| 2e étape           | Róbigzon Oyola     | Róbigzon Oyola      | Rafael Pineda                | Weimar Roldán             | William Muñoz         | Carlos Alzate                   | Diego Ochoa             | Coldeportes - Strongman - 4WD Rent a Car |
| 3e étape           | Cristhian Montoya  | Róbigzon Oyola      | Rafael Pineda                | Danny Osorio              | William Muñoz         | Carlos Alzate                   | Miguel Ángel Rubiano    | Coldeportes - Strongman - 4WD Rent a Car |
| 4e étape           | Weimar Roldán      | Róbigzon Oyola      | Rafael Pineda                | Danny Osorio              | Weimar Roldán         | Weimar Roldán                   | Miguel Mogollón         | Coldeportes - Strongman - 4WD Rent a Car |
| 5e étape           | Carlos Alzate      | Róbigzon Oyola      | Rafael Pineda                | Danny Osorio              | Weimar Roldán         | Carlos Alzate                   | Germán Sánchez          | Coldeportes - Strongman - 4WD Rent a Car |
| 6e étape           | Omar Mendoza       | José Tito Hernández | Kevin Cano                   | Walter Pedraza            | Weimar Roldán         | William Muñoz                   | Álvaro Duarte           | Orgullo Paisa                            |
| 7e étape           | Weimar Roldán      | José Tito Hernández | Kevin Cano                   | Walter Pedraza            | Weimar Roldán         | William Muñoz                   | Jhon Anderson Rodríguez | Orgullo Paisa                            |
| 8e étape           | Bryan Gómez        | José Tito Hernández | Kevin Cano                   | Walter Pedraza            | Weimar Roldán         | William Muñoz                   | Juan Pablo Suárez       | GW Shimano - Chaoyang - Envía - PX       |
| 9e étape           | Heiner Parra       | Heiner Parra        | Rafael Pineda                | Danny Osorio              | Weimar Roldán         | William Muñoz                   | Julián Molano           | Mixto 1                                  |
| 10e étape          | Óscar Sevilla      | Fabio Duarte        | Jhojan García                | Danny Osorio              | Weimar Roldán         | William Muñoz                   | Frank Osorio            | Team Medellín                            |
| 11e étape          | Óscar Quiroz       | Fabio Duarte        | Jhojan García                | Álvaro Duarte             | Weimar Roldán         | William Muñoz                   | Cristian Tobar          | Team Medellín                            |
| 12e étape          | Brandon Rivera     | Fabio Duarte        | Jhojan García                | Álvaro Duarte             | Weimar Roldán         | William Muñoz                   | Marco Tulio Suesca      | Team Medellín                            |
| 13e étape          | Brayan Sánchez     | Fabio Duarte        | Jhojan García                | Álvaro Duarte             | Weimar Roldán         | William Muñoz                   | Alexis Camacho          | Team Medellín                            |
| Classements finals | Classements finals | Fabio Duarte        | Jhojan García                | Álvaro Duarte             | Weimar Roldán         | William Muñoz                   |                         | Team Medellín                            |

## Liste des participants
- Liste de départ complète

| Légende                                | Légende                                                                                                  | Légende                         | Légende |
| -------------------------------------- | --- | ------------------------------- | --- |
| Num                                    | Dossard de départ porté par le coureur sur ce Tour de Colombie                                           | Pos                             | Position finale au classement général                                                                       |
| Leader du classement général           | Indique le vainqueur du classement général                                                               | Leader du classement par points | Indique le vainqueur du classement par points                                                               |
|                                        | Indique le vainqueur du classement de la montagne                                                        |                                 | Indique le vainqueur du classement des sprints spéciaux                                                     |
| Leader du classement du meilleur jeune | Indique le vainqueur du classement des moins de 23 ans                                                   | *                               | Indique un coureur en lice pour le maillot blanc (coureurs nés après le 1er janvier 1997)                   |
| #                                      | Indique la meilleure équipe                                                                              |                                 | |
| NP                                     | Indique un coureur qui n'a pas pris le départ d'une étape, suivi du numéro de l'étape où il s'est retiré | AB                              | Indique un coureur contraint à l'abandon, suivi du numéro de l'étape où il s'est retiré                     |
| HD                                     | Indique un coureur qui a terminé une étape hors des délais, suivi du numéro de l'étape                   | EX                              | Indique un coureur exclu pour non-respect du règlement, suivi du numéro de l'étape où il s'est fait exclure |

| Team Medellín #                           | Team Medellín #                | Team Medellín # |
| ----------------------------------------- | ------------------------------ | --------------- |
| Num                                       | Coureur                        | Pos             |
| 1                                         | Óscar Sevilla Colombie Espagne | 3e              |
| 2                                         | Weimar Roldán Colombie         | 86e             |
| 3                                         | Fabio Duarte Colombie          | 1er             |
| 4                                         | Cristhian Montoya Colombie     | AB-6            |
| 5                                         | Róbigzon Oyola Colombie        | 11e             |
| 6                                         | Walter Vargas Colombie         | 85e             |
| 7                                         | Robinson Chalapud Colombie     | 67e             |
| 8                                         | Edward Beltrán Colombie        | 39e             |
| 9                                         | Harold Tejada Colombie*        | 38e             |
| 10                                        | Jhojan García Colombie*        | 15e             |
| Directeur sportif : José Julián Velásquez |                                |                 |

| EPM - Scott                   | EPM - Scott                      | EPM - Scott |
| ----------------------------- | -------------------------------- | ----------- |
| Num                           | Coureur                          | Pos         |
| 11                            | Alexander Gil Colombie           | AB-9        |
| 12                            | Janier Acevedo Colombie          | AB-10       |
| 13                            | Freddy Montaña Colombie          | 9e          |
| 14                            | Miguel Ángel Reyes Colombie      | 17e         |
| 15                            | Edwin Carvajal Colombie          | 41e         |
| 16                            | Cayetano Sarmiento Colombie      | 30e         |
| 17                            | Jairo Salas Colombie             | AB-12       |
| 18                            | Santiago Ordóñez Colombie*       | 47e         |
| 19                            | Jhon Anderson Rodríguez Colombie | 69e         |
| 20                            | Carlos Mario Ramírez Colombie    | AB-10       |
| Directeur sportif : Raúl Mesa |                                  |             |

| Coldeportes - Zenú - Área Metropolitana | Coldeportes - Zenú - Área Metropolitana | Coldeportes - Zenú - Área Metropolitana |
| --------------------------------------- | --------------------------------------- | --------------------------------------- |
| Num                                     | Coureur                                 | Pos                                     |
| 21                                      | Alexis Camacho Colombie                 | 5e                                      |
| 22                                      | Germán Chaves Colombie                  | 56e                                     |
| 23                                      | Miguel Ángel Rubiano Colombie           | 36e                                     |
| 24                                      | Brayan Ramírez Colombie                 | AB-1                                    |
| 25                                      | Juan Martín Mesa Colombie               | 78e                                     |
| 26                                      | Luis Miguel Martínez Colombie           | 24e                                     |
| 27                                      | Johnatan Sarmiento Colombie             | AB-6                                    |
| 28                                      | Diego Camargo Colombie*                 | 49e                                     |
| 29                                      | Juan Tito Rendón Colombie*              | NP-8                                    |
| 30                                      | Julián Molano Colombie*                 | 64e                                     |
| Directeur sportif : Jorge Arbeláez      |                                         |                                         |

| Orgullo Paisa                      | Orgullo Paisa                | Orgullo Paisa |
| ---------------------------------- | ---------------------------- | ------------- |
| Num                                | Coureur                      | Pos           |
| 31                                 | Brayan Sánchez Colombie      | 44e           |
| 32                                 | Stiber Ortiz Colombie        | HD-9          |
| 33                                 | David Gómez Colombie*        | HD-9          |
| 34                                 | Mateo Uribe Colombie         | 59e           |
| 35                                 | Kevin Cano Colombie*         | 26e           |
| 36                                 | Rafael Montiel Colombie      | 45e           |
| 37                                 | Didier Chaparro Colombie     | AB-12         |
| 38                                 | Esteban Villada Colombie*    | 82e           |
| 39                                 | Danny Osorio Colombie        | 8e            |
| 40                                 | José Tito Hernández Colombie | 4e            |
| Directeur sportif : Héctor Castaño |                              |               |

| GW Shimano - Chaoyang - Envía - PX       | GW Shimano - Chaoyang - Envía - PX | GW Shimano - Chaoyang - Envía - PX |
| ---------------------------------------- | ---------------------------------- | ---------------------------------- |
| Num                                      | Coureur                            | Pos                                |
| 41                                       | Juan Pablo Suárez Colombie         | 42e                                |
| 42                                       | José Serpa Colombie                | AB-10                              |
| 43                                       | Walter Pedraza Colombie            | 27e                                |
| 44                                       | Luis Felipe Laverde Colombie       | 58e                                |
| 45                                       | Carlos Alzate Colombie             | HD-9                               |
| 46                                       | Heiner Parra Colombie              | 10e                                |
| 47                                       | Brandon Rivera Colombie            | 43e                                |
| 48                                       | Wilson Cardona Colombie            | 35e                                |
| 49                                       | Nicolás Castro Colombie            | 76e                                |
| 50                                       | Aldemar Reyes Colombie             | 37e                                |
| Directeur sportif : Andrés Felipe Torres |                                    |                                    |

| Coldeportes - Strongman - 4WD Rent a Car | Coldeportes - Strongman - 4WD Rent a Car | Coldeportes - Strongman - 4WD Rent a Car |
| ---------------------------------------- | ---------------------------------------- | ---------------------------------------- |
| Num                                      | Coureur                                  | Pos                                      |
| 51                                       | Aristóbulo Cala Colombie                 | 34e                                      |
| 52                                       | Óscar Quiroz Colombie                    | 61e                                      |
| 53                                       | Jhonatan Cañaveral Colombie              | 18e                                      |
| 54                                       | Diego Cano Colombie                      | 54e                                      |
| 55                                       | Frank Osorio Colombie                    | 14e                                      |
| 56                                       | Jeferson Pérez Colombie                  | AB-10                                    |
| 57                                       | Eduardo Estrada Colombie                 | AB-10                                    |
| 58                                       | William Muñoz Colombie                   | 89e                                      |
| 59                                       | Andrés Camilo Pedrosa Colombie           | 90e                                      |
| 60                                       | Omar Mendoza Colombie                    | 12e                                      |
| Directeur sportif : Luis Alfonso Cely    |                                          |                                          |

| Boyacá es Para Vivirla                | Boyacá es Para Vivirla       | Boyacá es Para Vivirla |
| ------------------------------------- | ---------------------------- | ---------------------- |
| Num                                   | Coureur                      | Pos                    |
| 61                                    | Marco Tulio Suesca Colombie  | 13e                    |
| 62                                    | Robinson Ortega Colombie     | 48e                    |
| 63                                    | Óscar Rivera Colombie        | 21e                    |
| 64                                    | Rafael Pineda Colombie*      | 16e                    |
| 65                                    | Iván Bothia Colombie         | 60e                    |
| 66                                    | Yeison Chaparro Colombie     | 57e                    |
| 67                                    | Carlos Andrés Parra Colombie | 40e                    |
| 68                                    | Diego Mancipe Colombie       | 70e                    |
| 69                                    | Diego Soraca Colombie        | 55e                    |
| 70                                    | César Mateus Colombie*       | 92e                    |
| Directeur sportif : Oliverio Cárdenas |                              |                        |

| Super Giros - Alcadía de Manizales         | Super Giros - Alcadía de Manizales | Super Giros - Alcadía de Manizales |
| ------------------------------------------ | ---------------------------------- | ---------------------------------- |
| Num                                        | Coureur                            | Pos                                |
| 71                                         | Salvador Moreno Colombie           | 2e                                 |
| 72                                         | Dalivier Ospina Colombie           | AB-11                              |
| 73                                         | Yuber Contreras Colombie           | 23e                                |
| 74                                         | Jordan Tabares Colombie            | 46e                                |
| 75                                         | Alejandro Ruiz Colombie            | 74e                                |
| 76                                         | Bryan Gómez Colombie               | 84e                                |
| 77                                         | Bernardo Suaza Colombie            | 65e                                |
| 78                                         | Diego Hoyos Colombie               | 81e                                |
| 79                                         | Cristián Cuervo Colombie           | NP-3                               |
| 80                                         | Juan Felipe Osorio Colombie        | 52e                                |
| Directeur sportif : Luis Fernando Otalvaro |                                    |                                    |

| EBSA Empresa de Energía de Boyacá       | EBSA Empresa de Energía de Boyacá | EBSA Empresa de Energía de Boyacá |
| --------------------------------------- | --------------------------------- | --------------------------------- |
| Num                                     | Coureur                           | Pos                               |
| 81                                      | Esneyder Báez Colombie*           | 25e                               |
| 82                                      | Miguel Mogollón Colombie*         | 53e                               |
| 83                                      | Carlos Herney Soler Colombie*     | HD-10                             |
| 84                                      | Jhon Iguavita Colombie*           | AB-11                             |
| 85                                      | Sebastián Fandiño Colombie*       | 68e                               |
| 86                                      | Elkin Moreno Colombie*            | AB-11                             |
| 88                                      | Carlos Velandia Colombie*         | AB-11                             |
| 90                                      | Diego Ochoa Colombie              | 72e                               |
| Directeur sportif : Rafael Antonio Niño |                                   |                                   |

| Sundark Arawak                     | Sundark Arawak                | Sundark Arawak |
| ---------------------------------- | ----------------------------- | -------------- |
| Num                                | Coureur                       | Pos            |
| 91                                 | Edwin Parra Colombie          | 29e            |
| 92                                 | George Tibaquirá Colombie     | 32e            |
| 93                                 | Juan José Carrero Colombie    | 51e            |
| 94                                 | Cristian Tobar Colombie       | 62e            |
| 95                                 | Fabián Fuentes Colombie*      | HD-6           |
| 97                                 | Juan Diego Guerrero Colombie* | 66e            |
| 98                                 | Iván Romero Colombie*         | NP-5           |
| 99                                 | Fernando Orjuela Colombie     | 79e            |
| 100                                | Daniel Gutiérrez Colombie*    | NP-5           |
| Directeur sportif : Jimmi Cubillos |                               |                |

| Fuerzas Armadas                     | Fuerzas Armadas              | Fuerzas Armadas |
| ----------------------------------- | ---------------------------- | --------------- |
| Num                                 | Coureur                      | Pos             |
| 101                                 | Jhon Fredy Ávila Colombie    | 88e             |
| 102                                 | Miguel Mendoza Colombie      | AB-11           |
| 103                                 | Freddy Varela Colombie       | NP-8            |
| 104                                 | Dubán Bobadilla Colombie*    | 97e             |
| 105                                 | Luis Hernán Quiceno Colombie | 71e             |
| 106                                 | Yeisson Quetama Colombie     | 19e             |
| 107                                 | Mauricio Orozco Colombie     | AB-11           |
| 108                                 | Mateo García Colombie        | AB-12           |
| 109                                 | Edwin Arango Colombie        | HD-9            |
| 110                                 | Yeison Maldonado Colombie*   | AB-6            |
| Directeur sportif : Gustavo Ramírez |                              |                 |

| Mixto 1                             | Mixto 1                     | Mixto 1 |
| ----------------------------------- | --------------------------- | ------- |
| Num                                 | Coureur                     | Pos     |
| 111                                 | Sebastián Caro Colombie     | 28e     |
| 112                                 | Carlos Chía Colombie*       | HD-9    |
| 113                                 | Cristian Bustos Colombie*   | HD-6    |
| 114                                 | Álvaro Duarte Colombie      | 6e      |
| 115                                 | Jahir Pérez Colombie        | 7e      |
| 116                                 | Álvaro Gómez Colombie       | 73e     |
| 117                                 | Albeiro Rabón Colombie      | 63e     |
| 118                                 | Marcos Puin Colombie*       | AB-6    |
| 119                                 | Steven Cuesta Colombie      | HD-6    |
| 120                                 | Remberto Jaramillo Colombie | 83e     |
| Directeur sportif : Alexander Soler |                             |         |

| Fundación Depormundo                       | Fundación Depormundo        | Fundación Depormundo |
| ------------------------------------------ | --------------------------- | -------------------- |
| Num                                        | Coureur                     | Pos                  |
| 121                                        | Javier Jamaica Colombie     | 50e                  |
| 122                                        | Germán Sánchez Colombie*    | 91e                  |
| 123                                        | Iván Quesada Colombie*      | AB-6                 |
| 124                                        | Camilo Torres Colombie*     | AB-5                 |
| 125                                        | Fabián Arciniegas Colombie* | 94e                  |
| 126                                        | Óscar Pachón Colombie       | 31e                  |
| 127                                        | Wilmar Castro Colombie      | 22e                  |
| 128                                        | Manuel Ausique Colombie*    | 98e                  |
| 129                                        | Héctor Delgado Colombie     | 77e                  |
| 130                                        | Wilmer Zurata Colombie      | AB-3                 |
| Directeur sportif : Marco Tulio Bustamante |                             |                      |

| Liciclismo Huila                | Liciclismo Huila          | Liciclismo Huila |
| ------------------------------- | ------------------------- | ---------------- |
| Num                             | Coureur                   | Pos              |
| 131                             | William Cerquera Colombie | 87e              |
| 132                             | Javier González Colombie  | 33e              |
| 133                             | Ángel Bernal Colombie     | 93e              |
| 134                             | Jair Aparicio Colombie    | 96e              |
| 135                             | Óscar Cruz Colombie       | HD-1             |
| 136                             | Camilo Aroca Colombie     | HD-6             |
| Directeur sportif : Edwar Cañar |                           |                  |

| Team Saitel                            | Team Saitel              | Team Saitel |
| -------------------------------------- | ------------------------ | ----------- |
| Num                                    | Coureur                  | Pos         |
| 141                                    | Jerson Urbano Colombie   | 20e         |
| 142                                    | Edison Díaz Colombie     | 80e         |
| 143                                    | Diego Montalvo Équateur* | AB-2        |
| 144                                    | Cléber Cuasquer Équateur | HD-6        |
| 145                                    | David Villareal Équateur | 75e         |
| 146                                    | Jhon Pastas Colombie     | 95e         |
| Directeur sportif : Héctor Chiles (de) |                          |             |